# Biserica reformată din Bicfalău

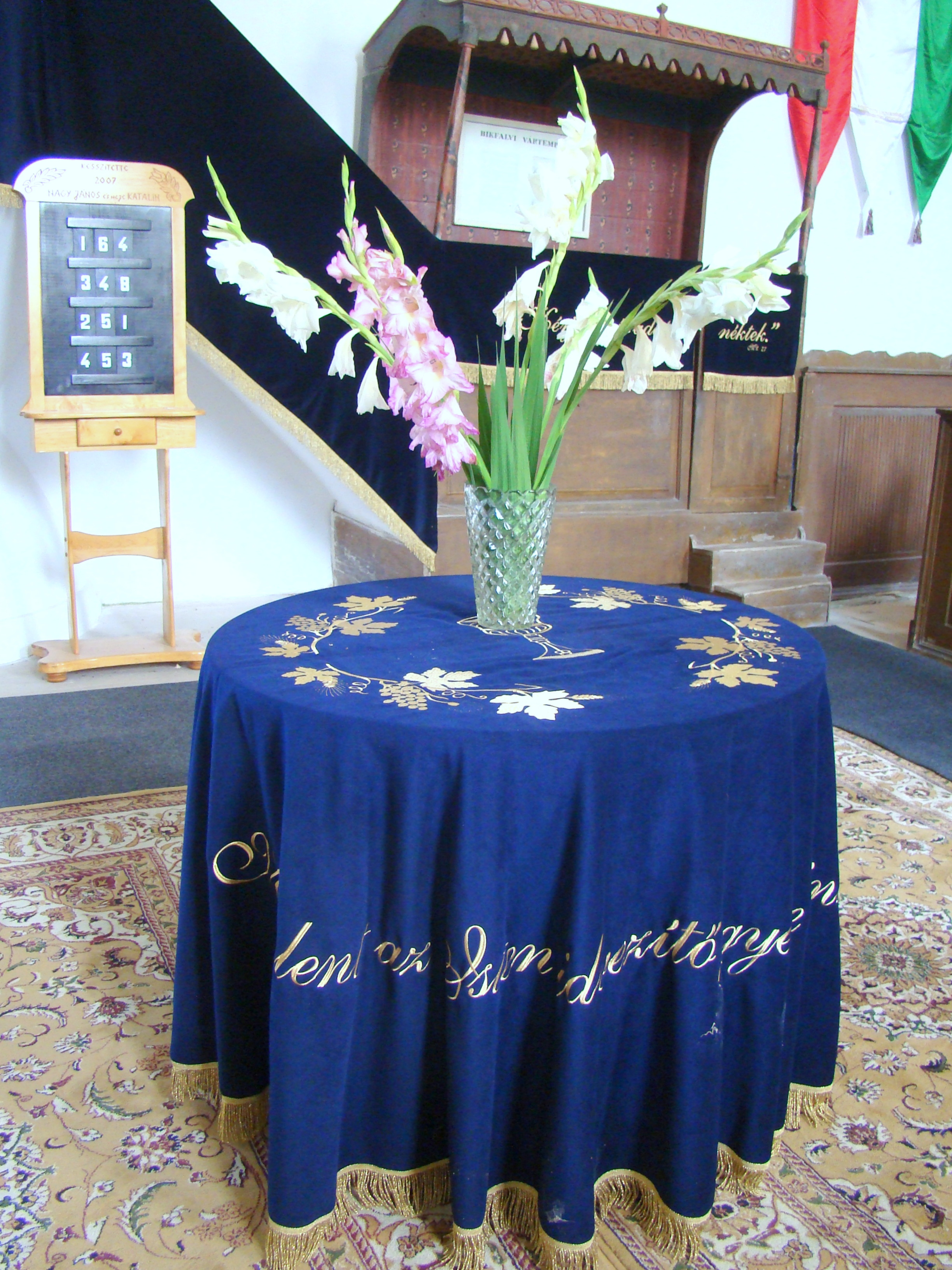
Masa Domnului

Biserica reformată din Bicfalău este un ansamblu de monumente istorice aflat pe teritoriul satului Bicfalău, comuna Ozun. În Repertoriul Arheologic Național, monumentul apare cu codul 64657.04.
Ansamblul este format din două monumente:
- Biserica reformată (cod LMI CV-II-m-A-13148.01)
- Zid de incintă (cod LMI CV-II-m-A-13148.02)

## Localitatea
Bicfalău (în maghiară Bikfalva) este un sat în comuna Ozun din județul Covasna, Transilvania, România. Primele mențiuni despre această așezare datează din anul 1447, când era cunoscută sub numele de Bykfalva.

## Biserica
Biserica medievală a fost construită între anii 1450 și 1501. Biserica a fost fortificată. Elementele defensive ale bisericii au fost parțial demantelate, astfel încât astăzi mai exista doar un turn medieval oval și ruinele fortăreței cu creneluri (sec. XVI-XVII). Sectorul de est a fost sacrificat (1863) pentru a permite lărgirea vechiului altar. La vest, curtina prezervă ferestre de tragere și contraforturi.
Întrucât vechea biserică se dovedea neîncăpătoare și începea să se deterioreze, lăcașul de cult a fost reconstruit în 1863. Turnul are înălțimea de 20 m; clopotul său a fost turnat în 1640. Are o inscripție în care, pe lângă latin,ă există și un text în limba maghiară: „O rex glorie Jesu Christe veni cum pace. Johannes Neidel Bras, Bikfalv:
Az Istennek Dicziretire czináltattunk ez harangot. 1640.“ Clopotul a fost turnat de meșterul sas Johannes Neidel. Orga a fost construită în anul 1861 de István Kolonits din Târgu Secuiesc.
Biserica a fost renovată în anii 1889 și 1901. Turnul a fost restaurat în anul 1939, după planurile arhitectului și istoricului de artă László Debreczeni.

## Imagini din exterior

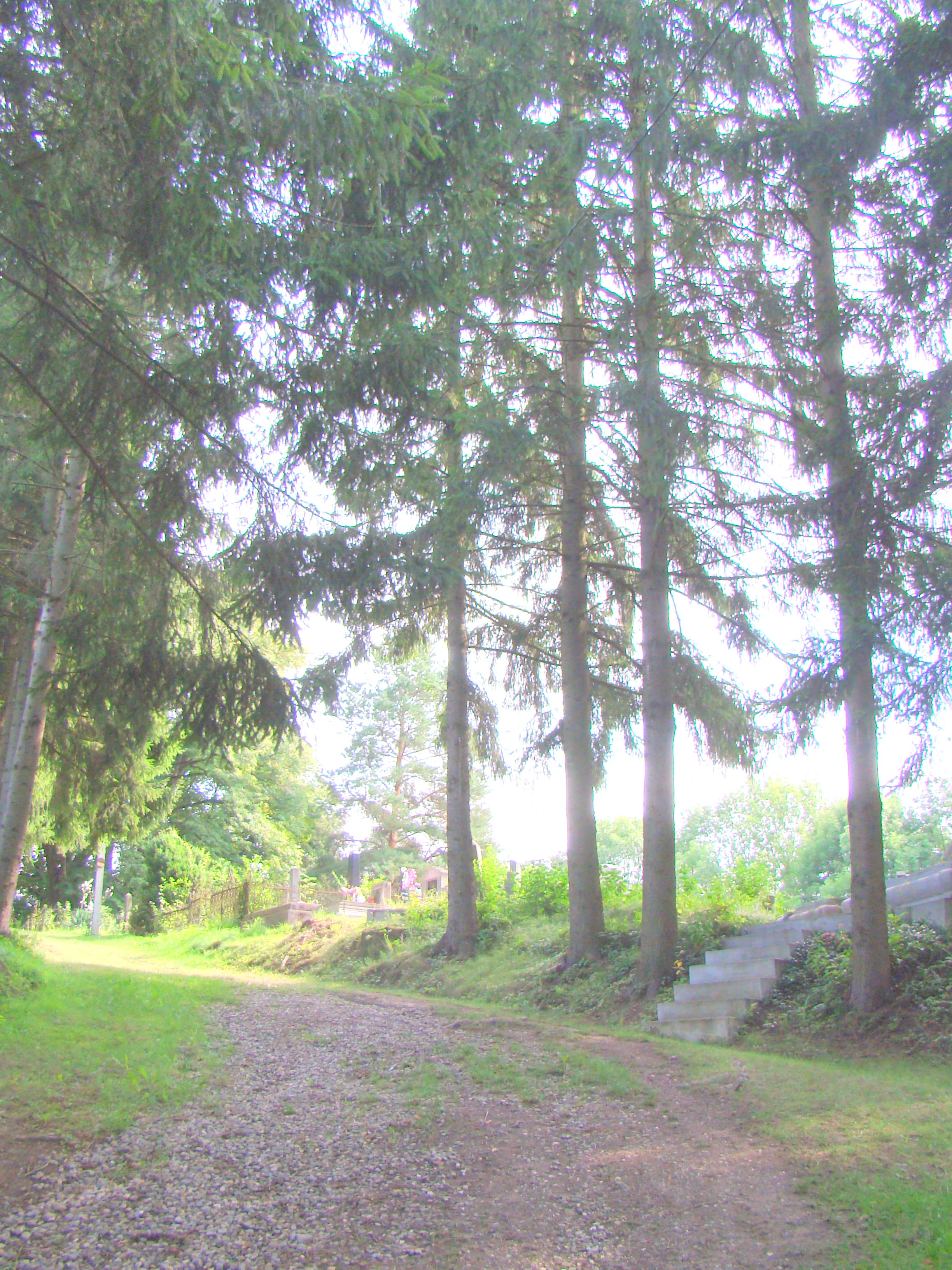
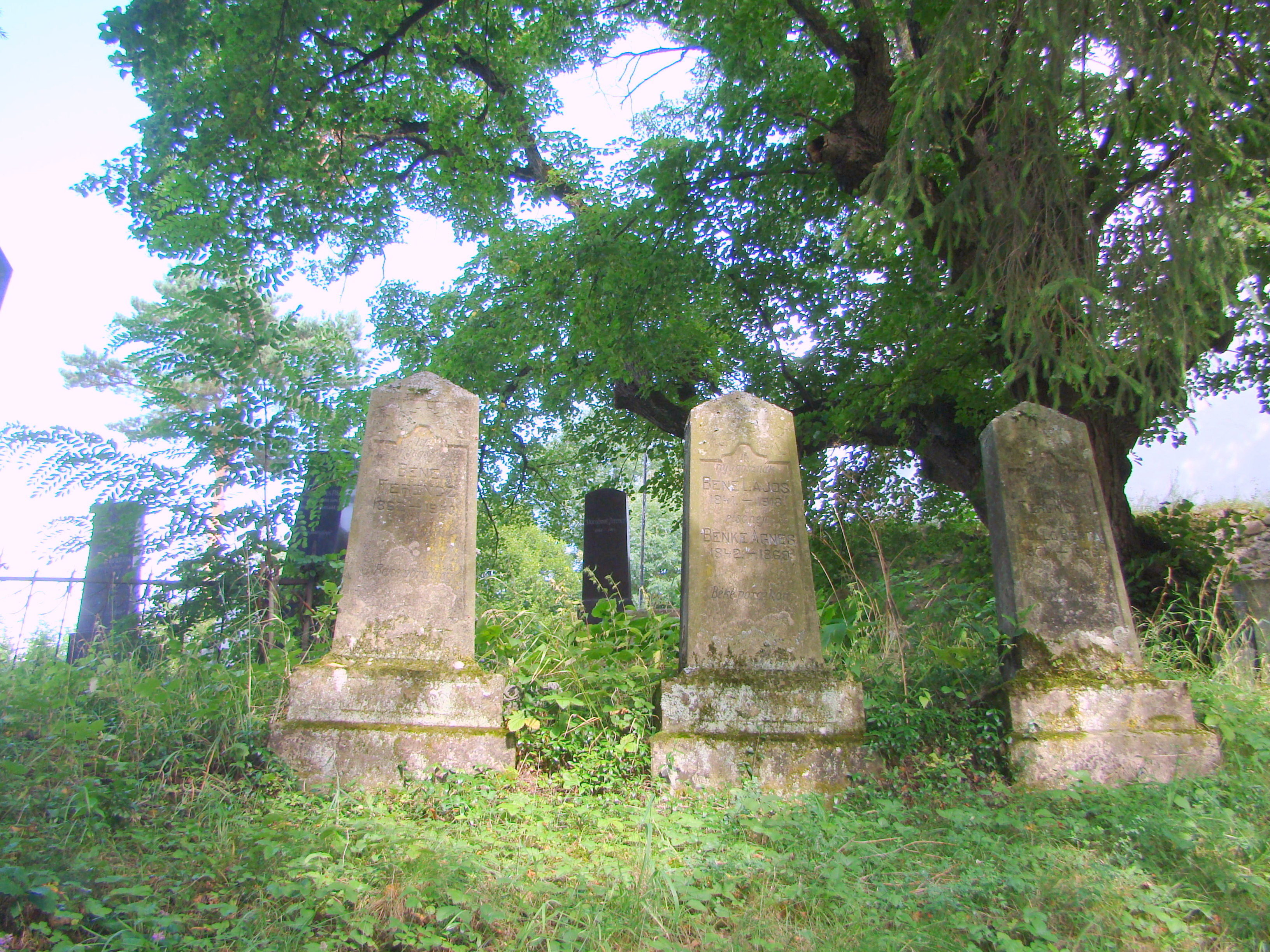
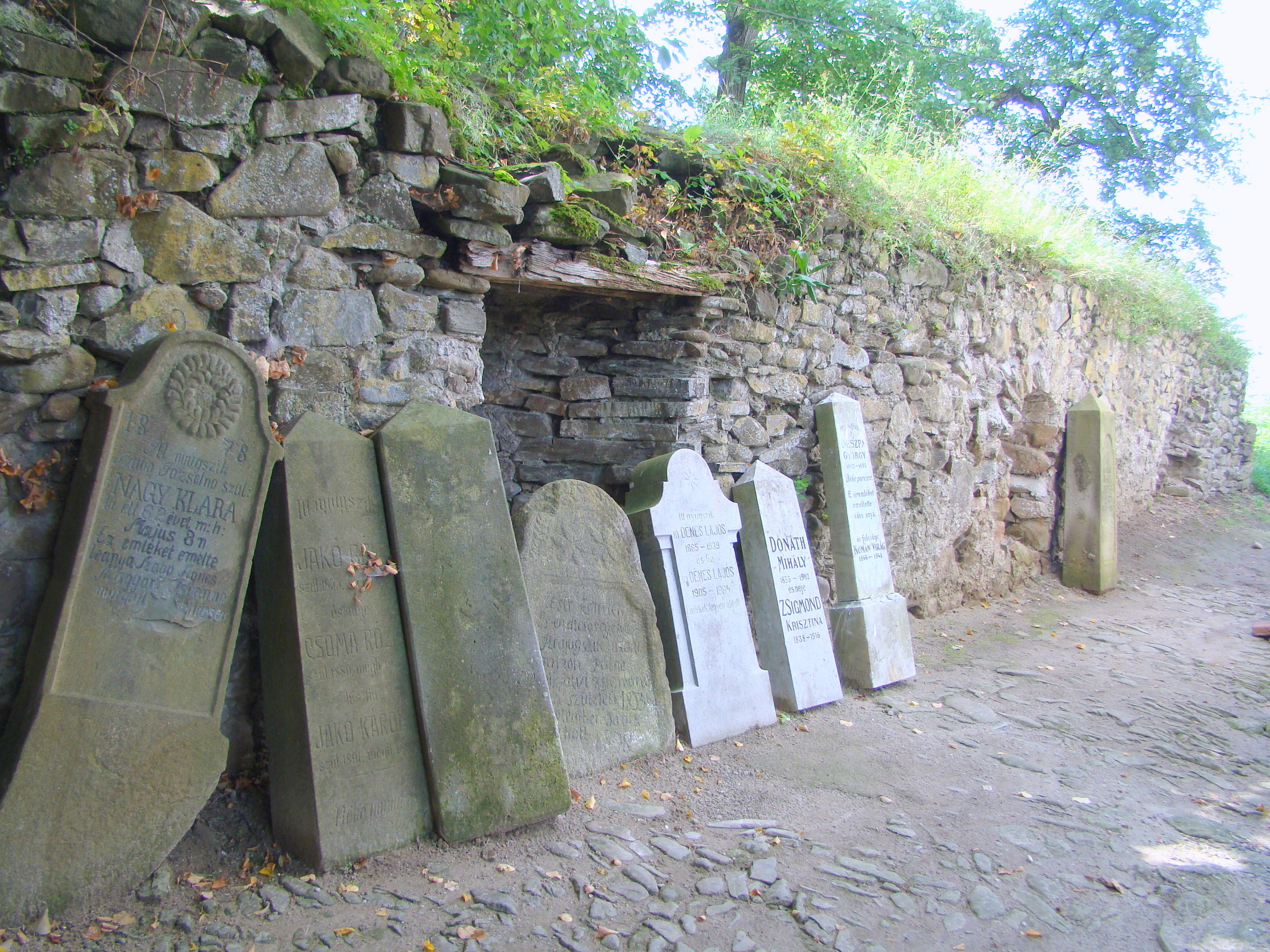
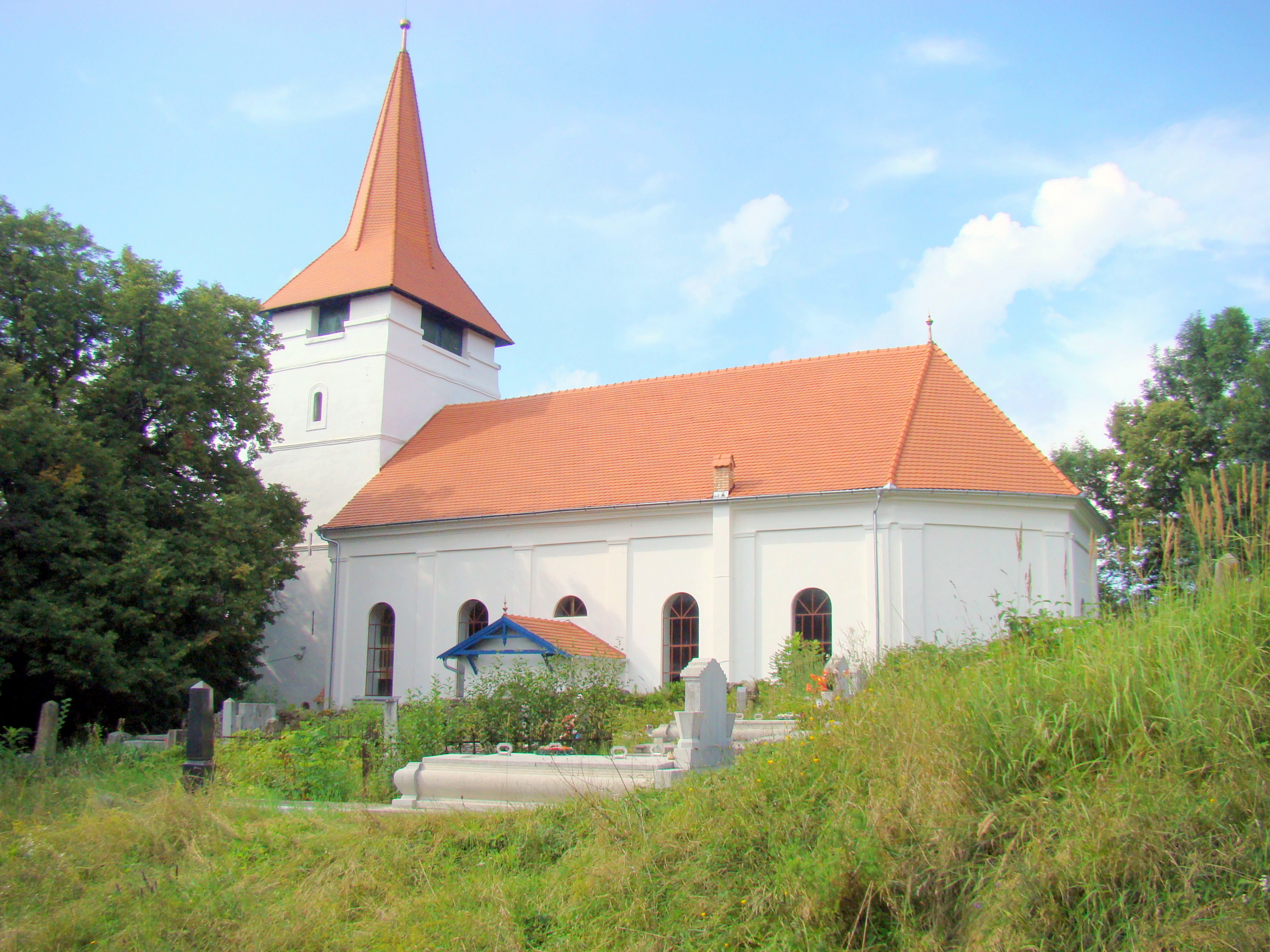
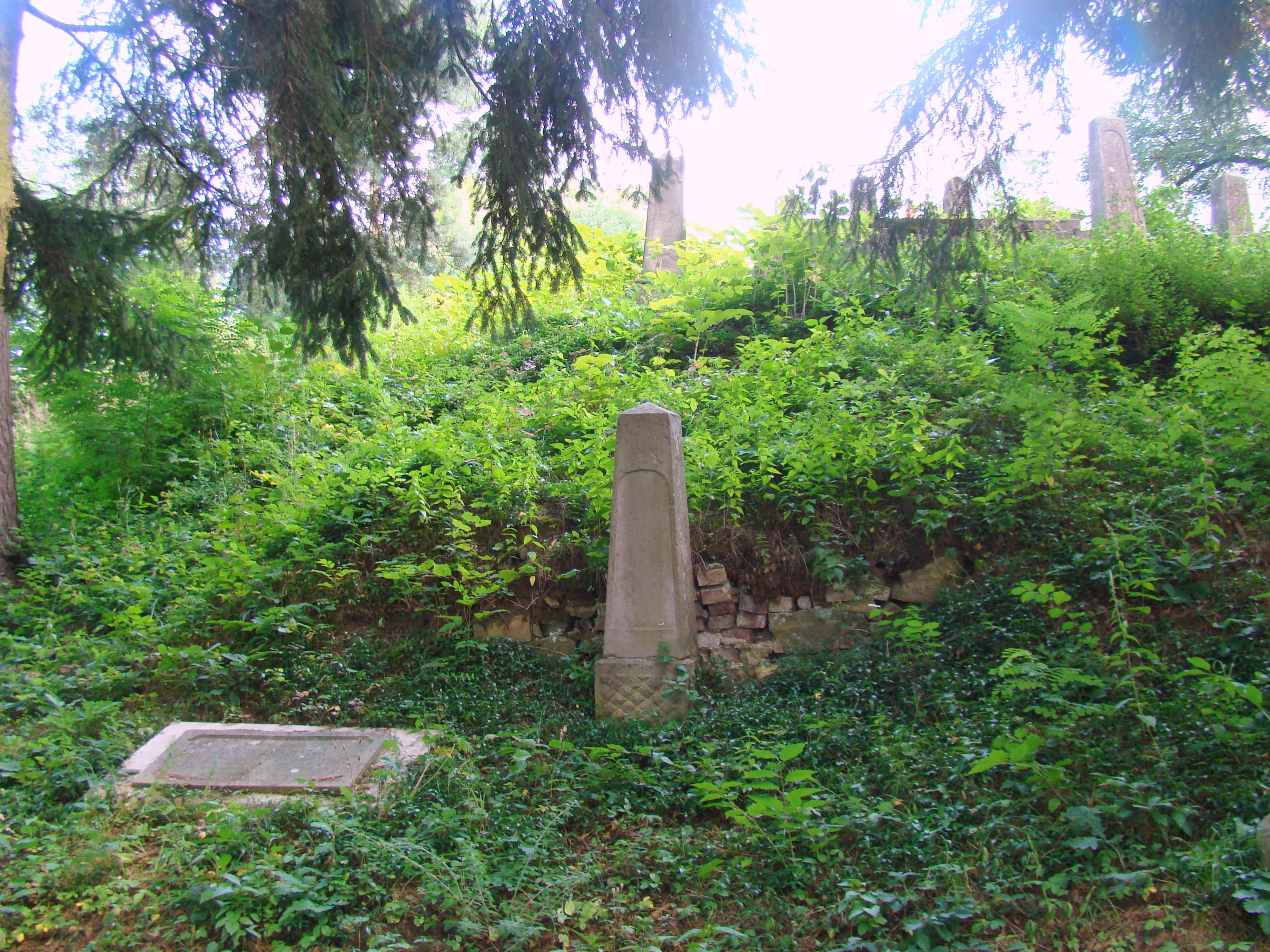
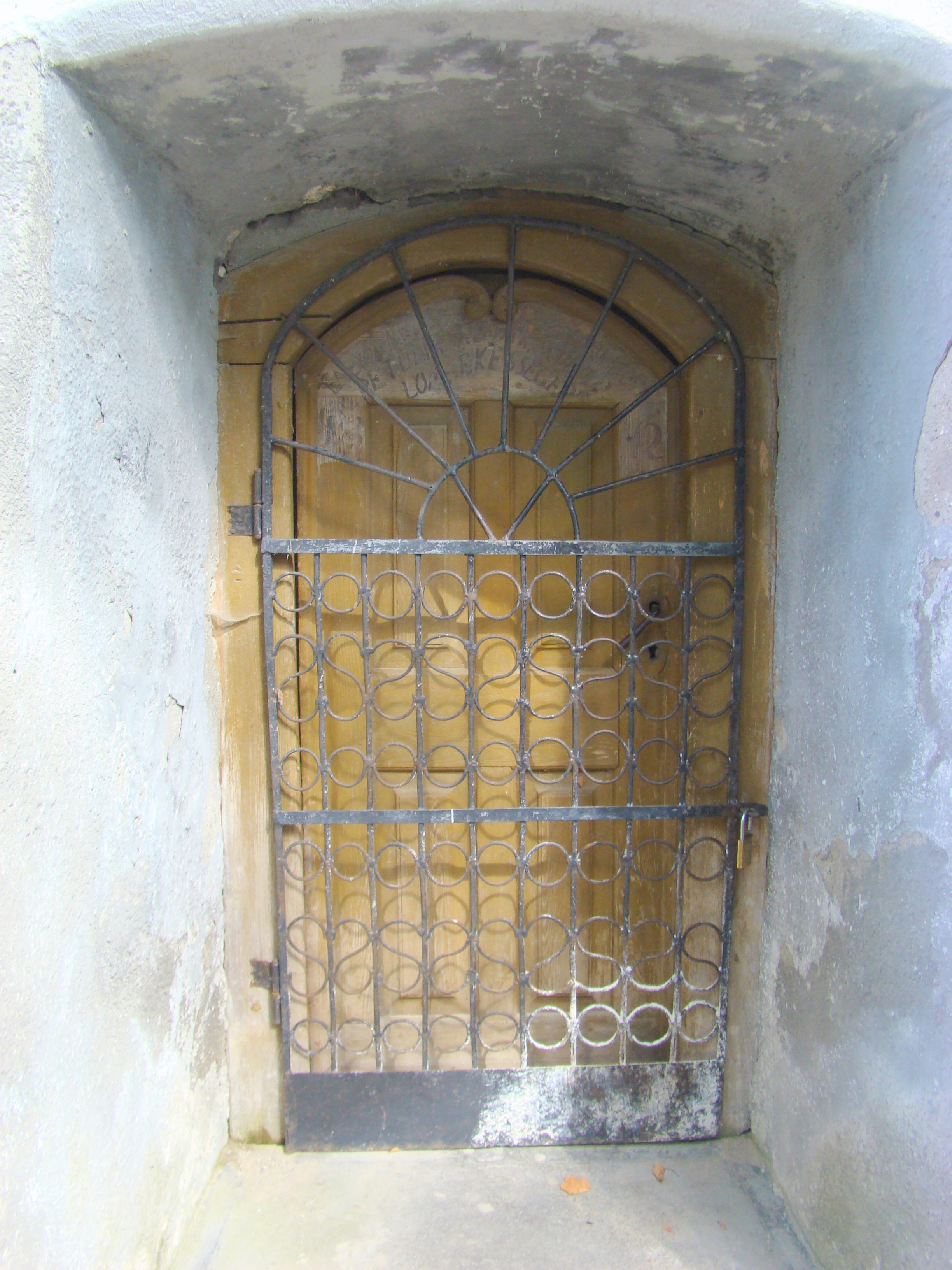
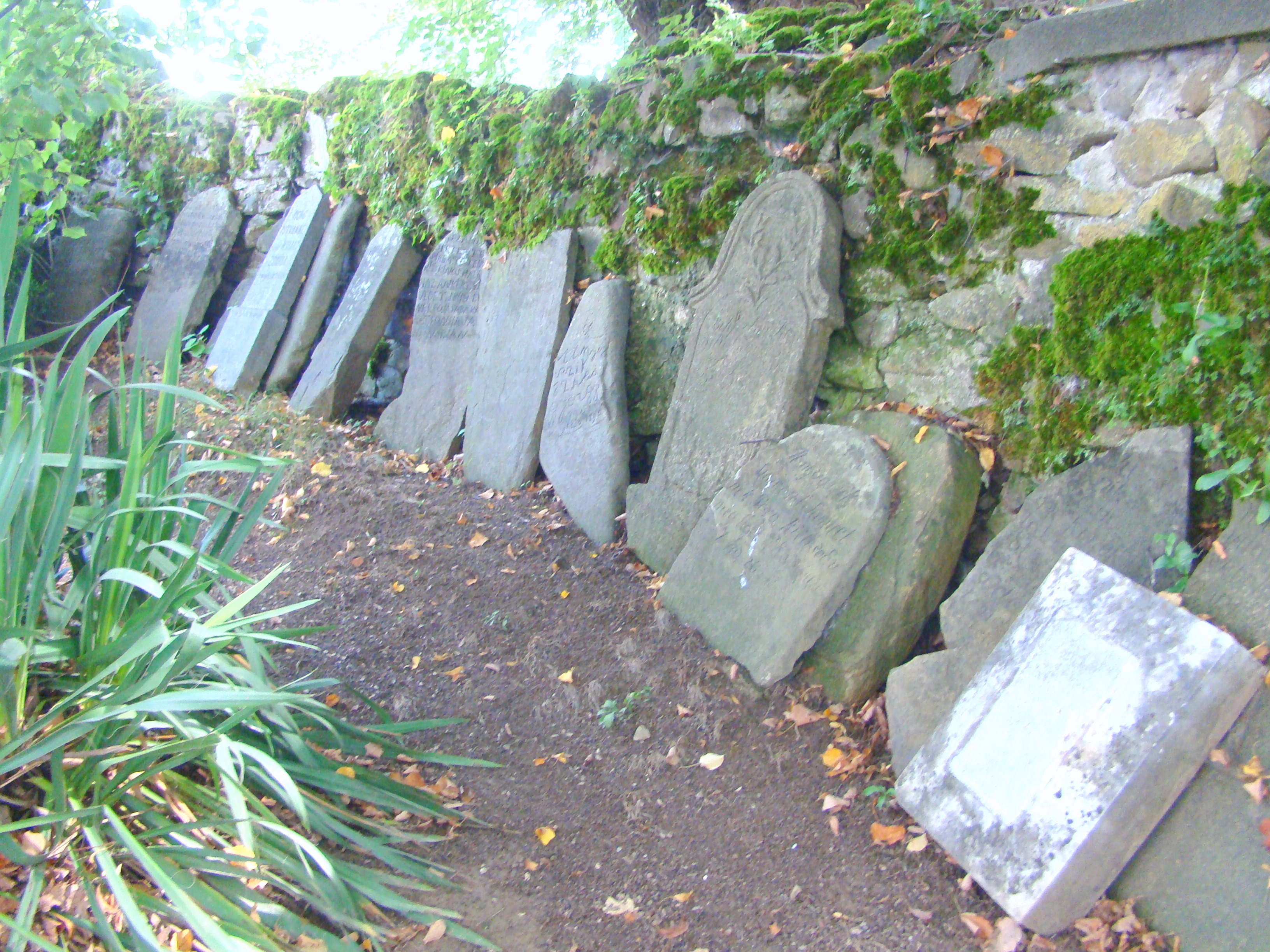
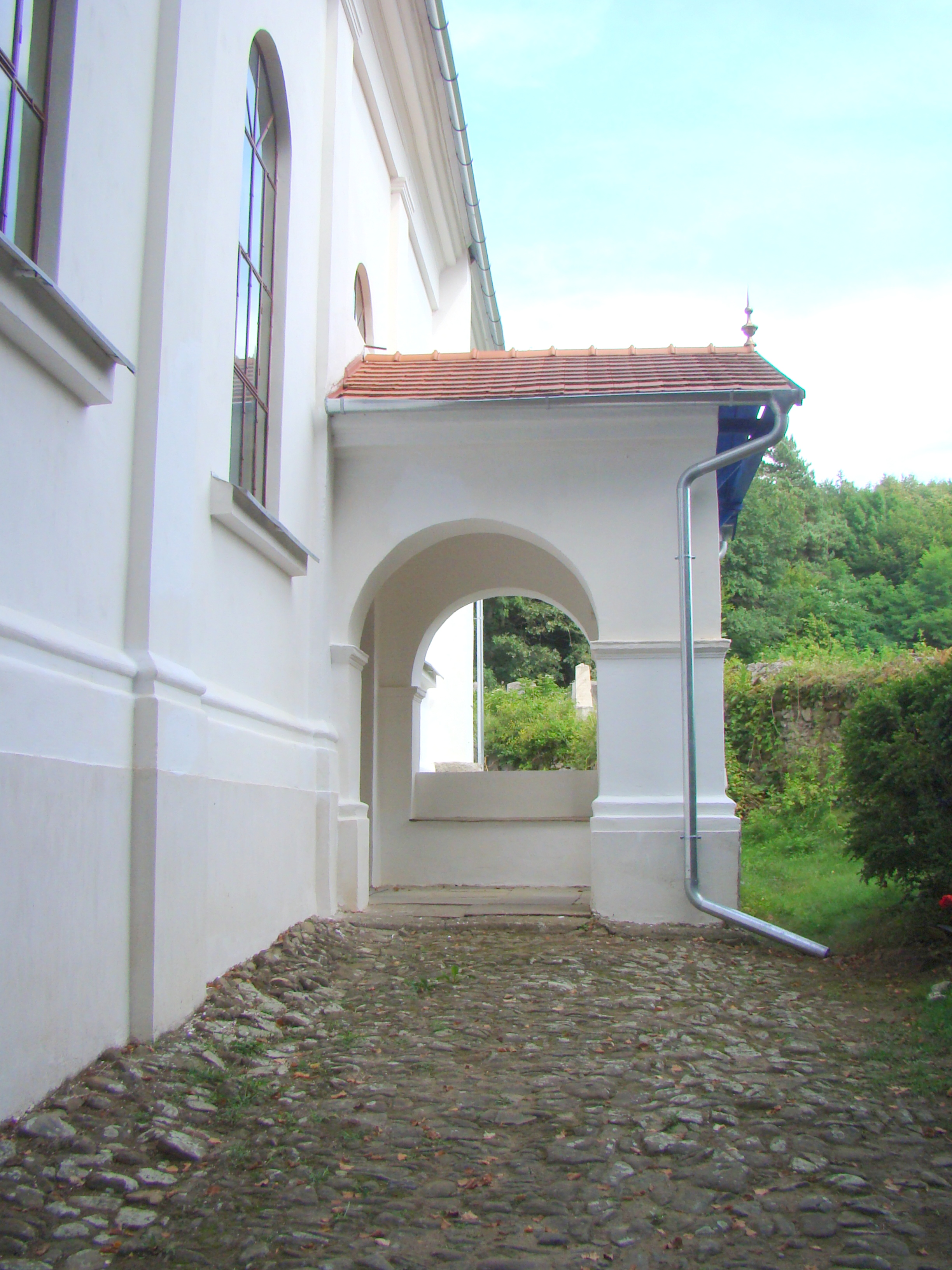
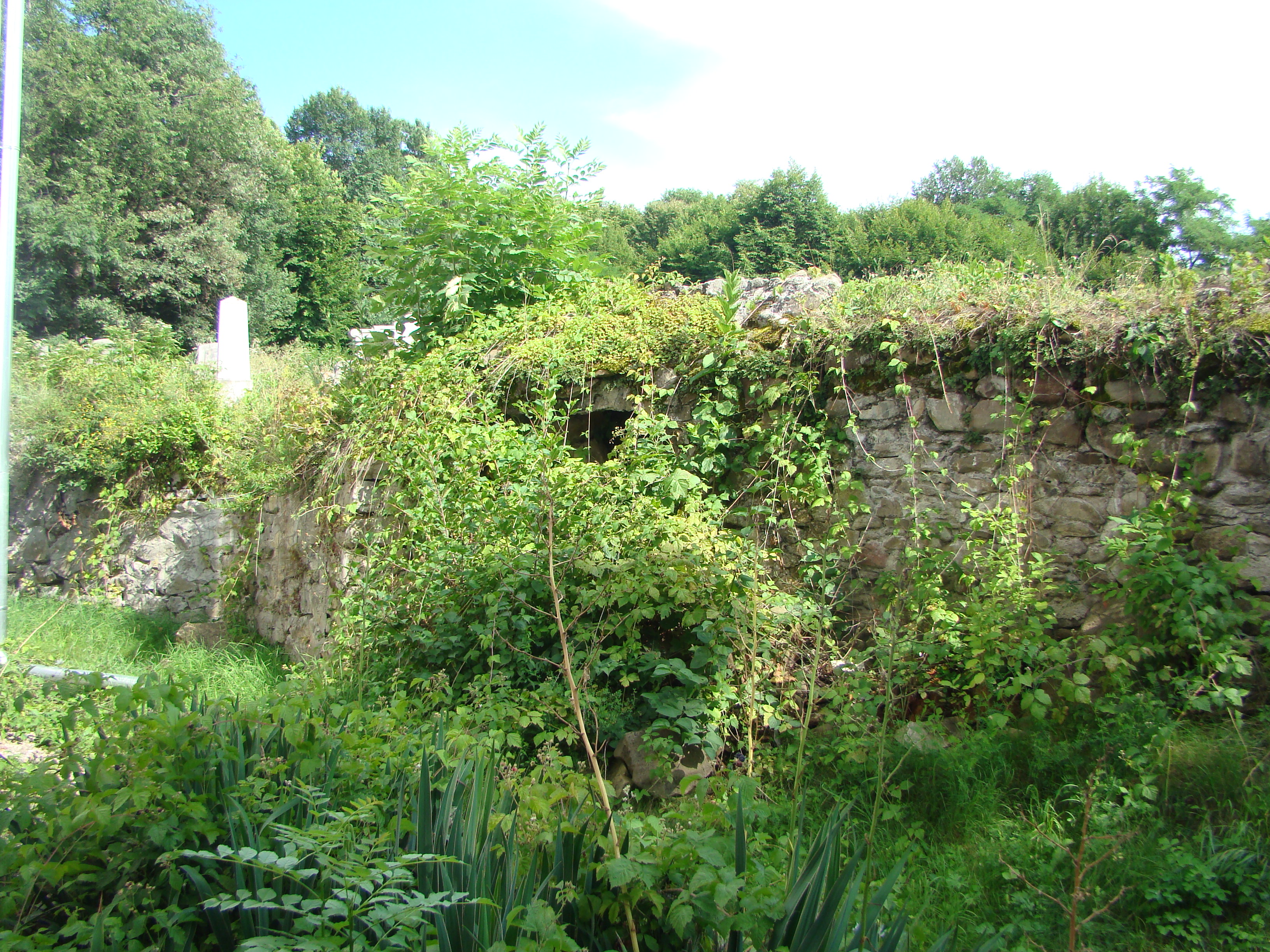
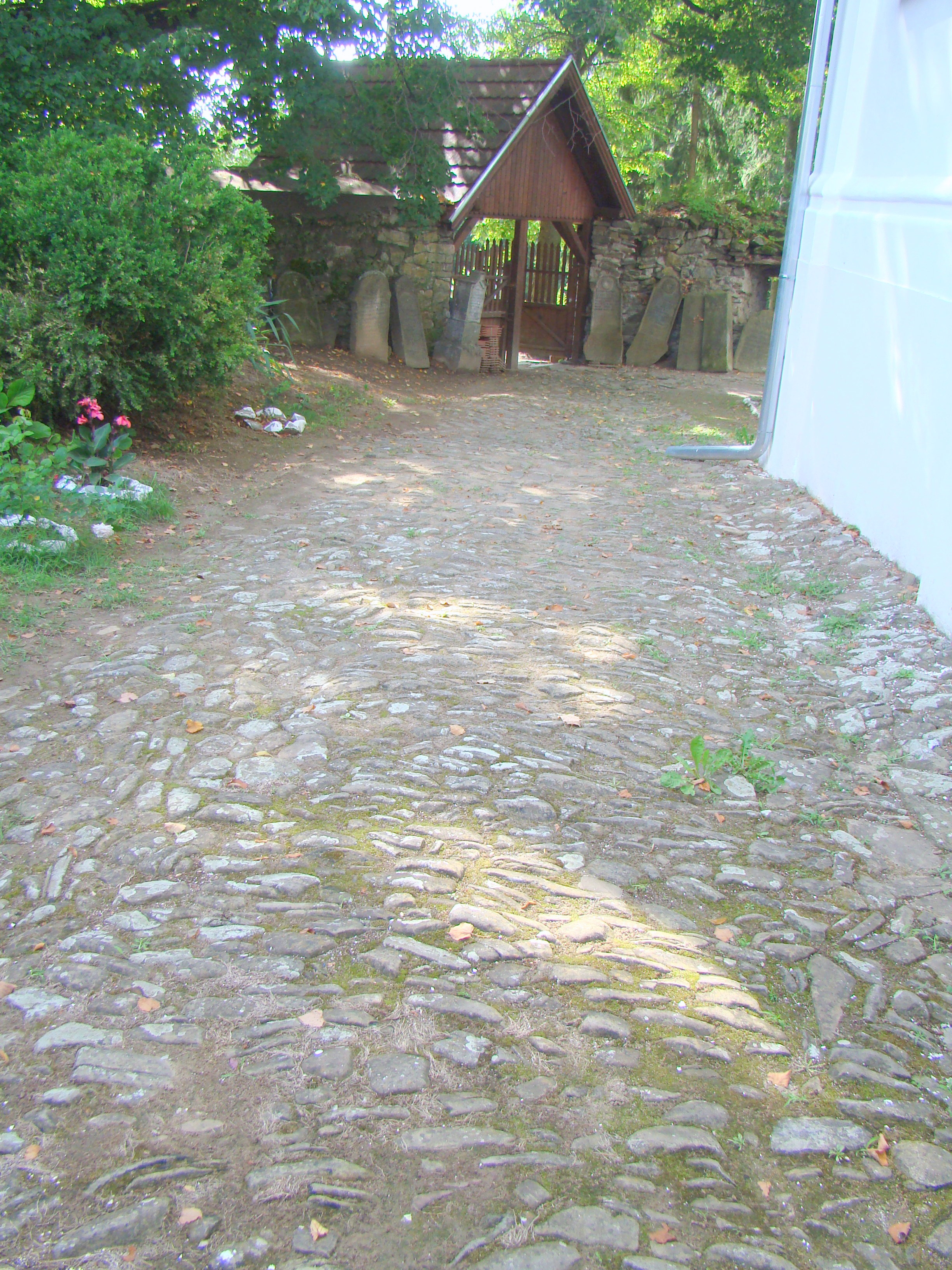
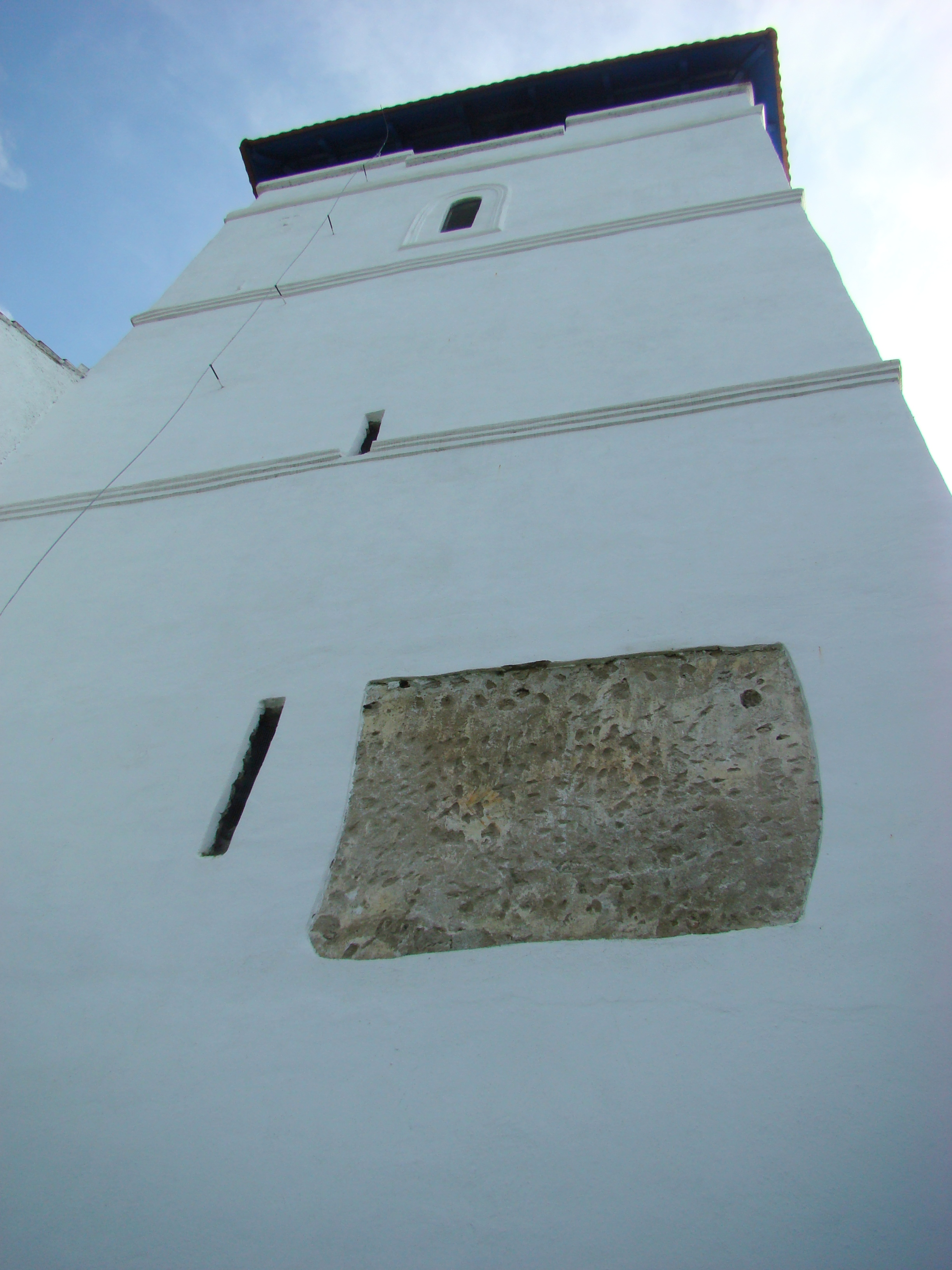
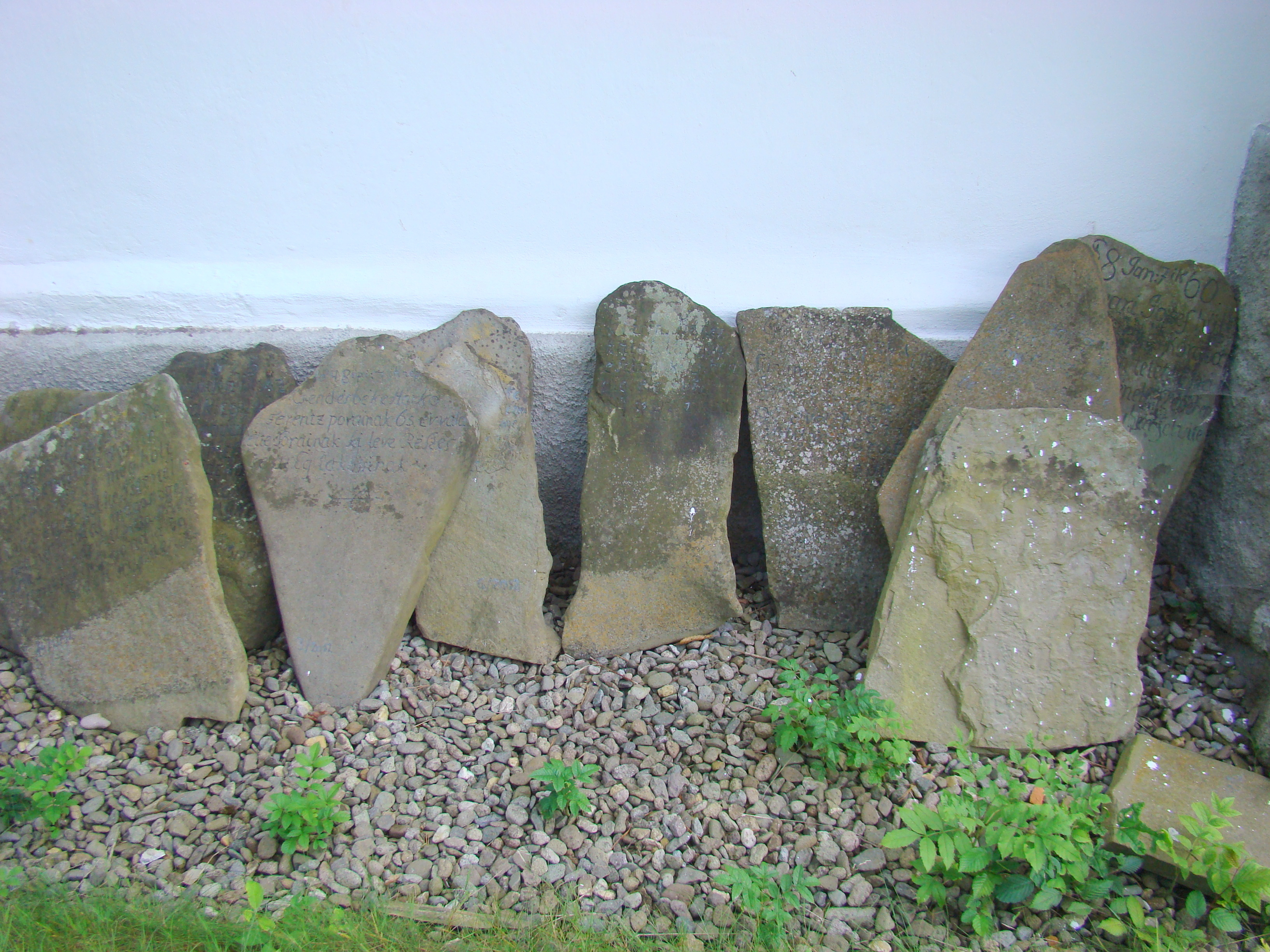
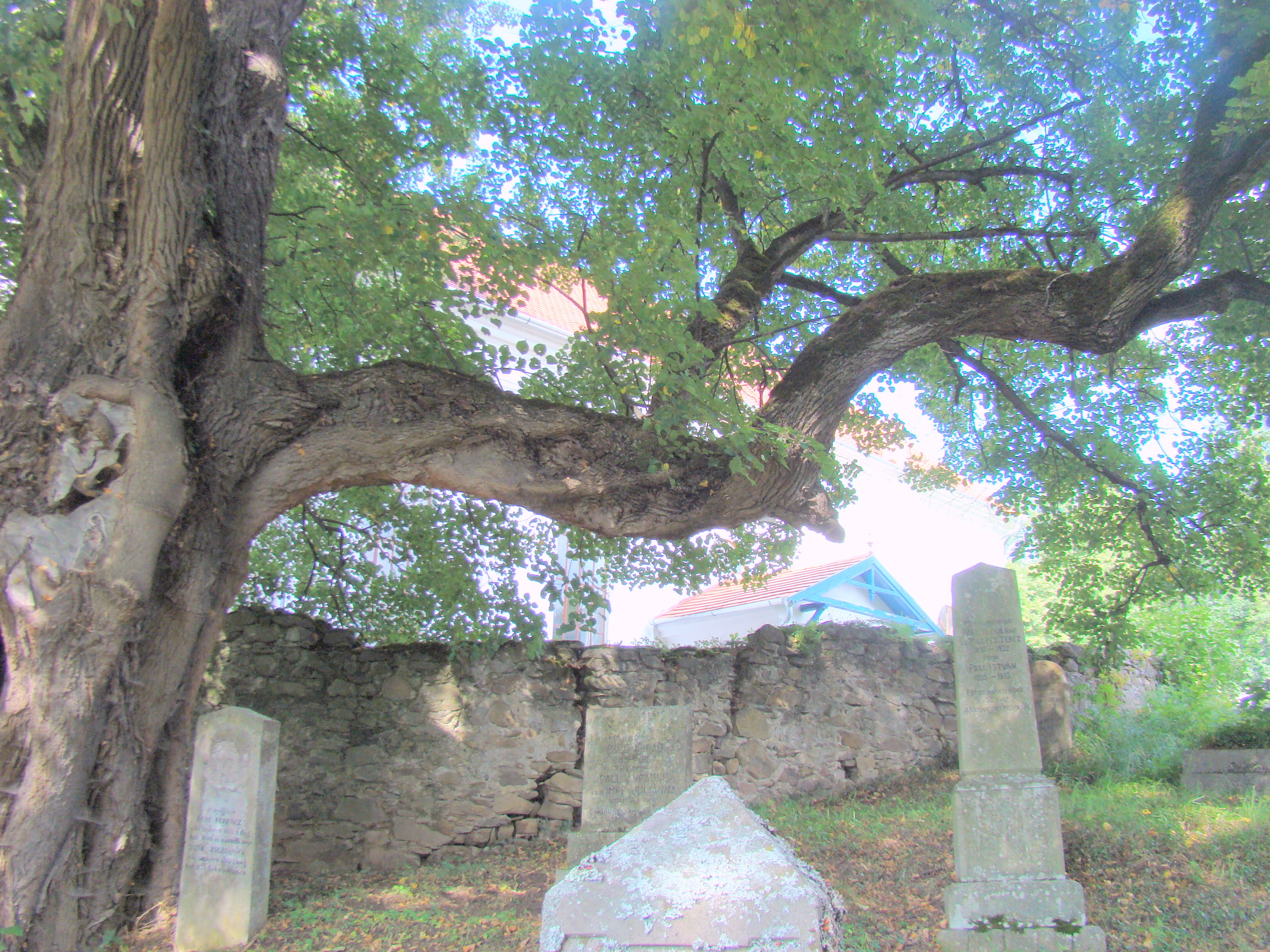
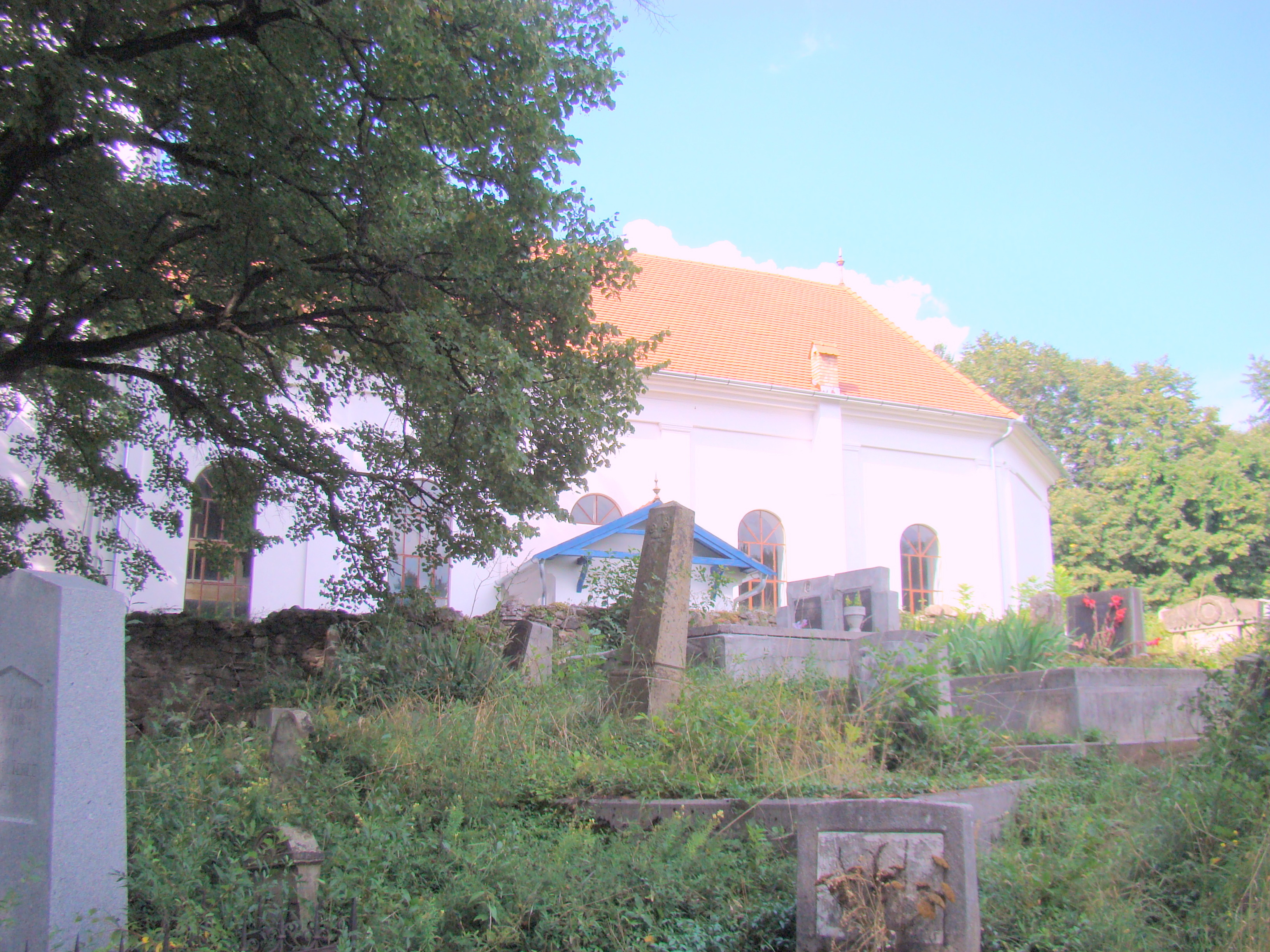
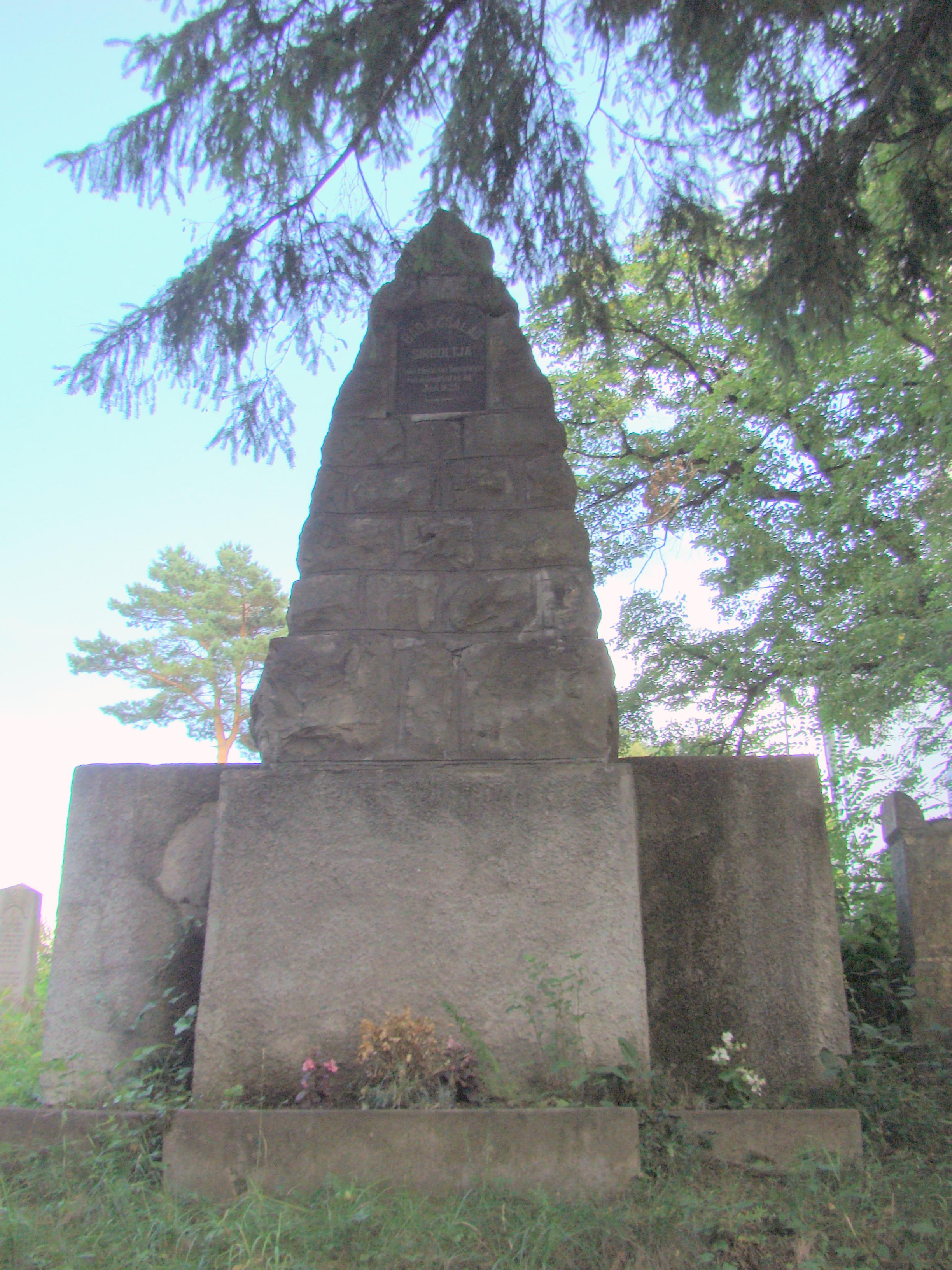
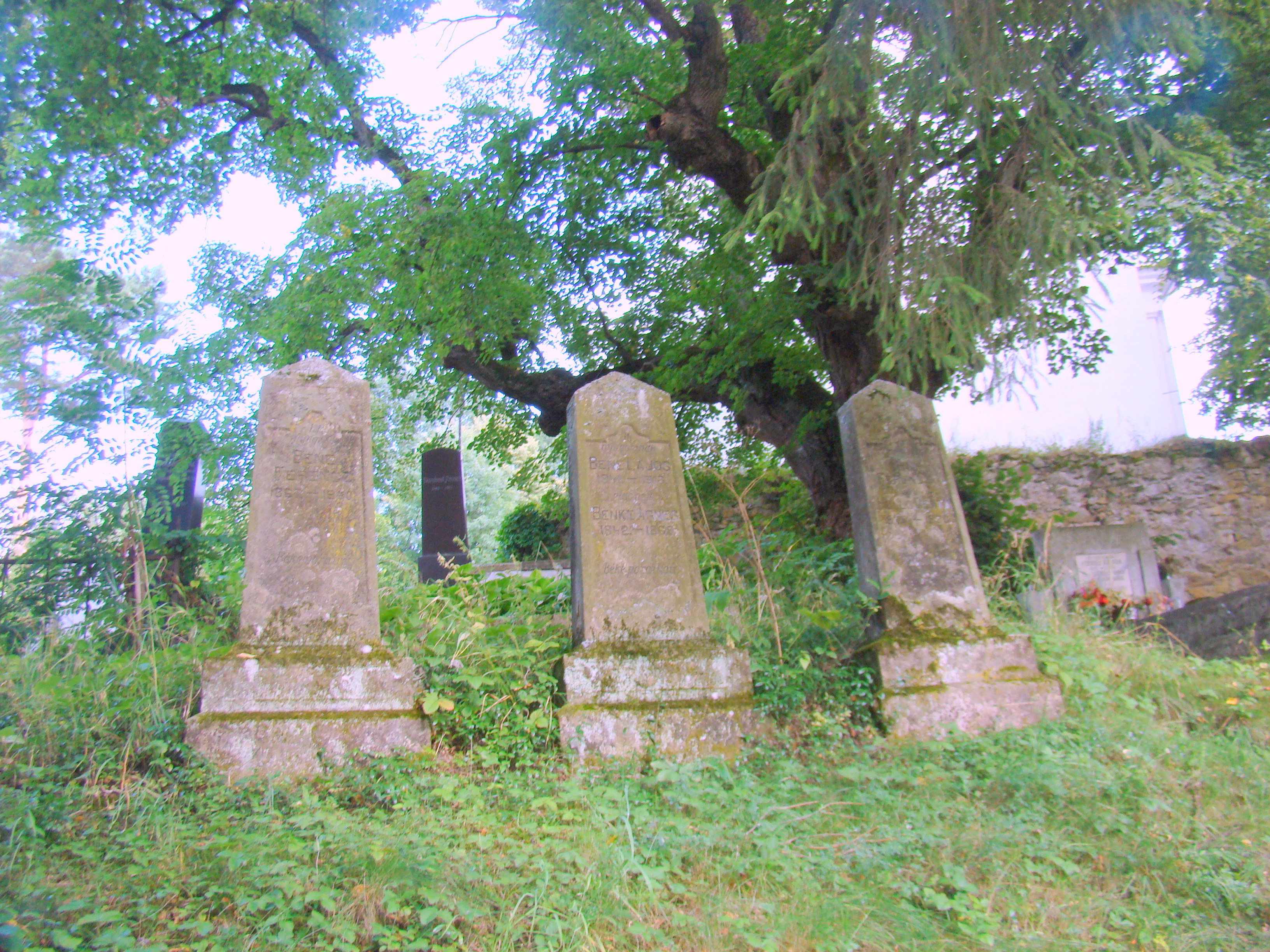
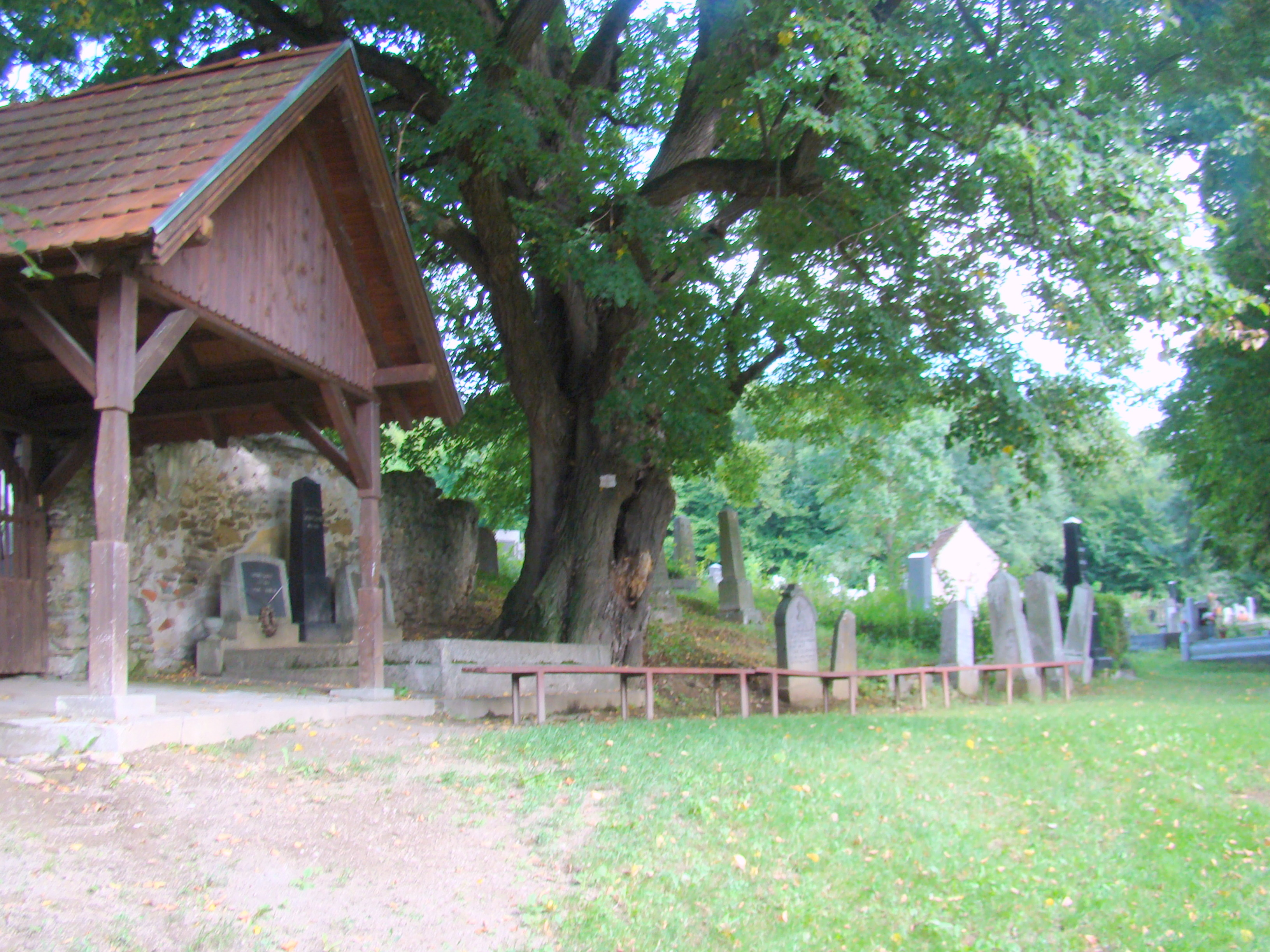
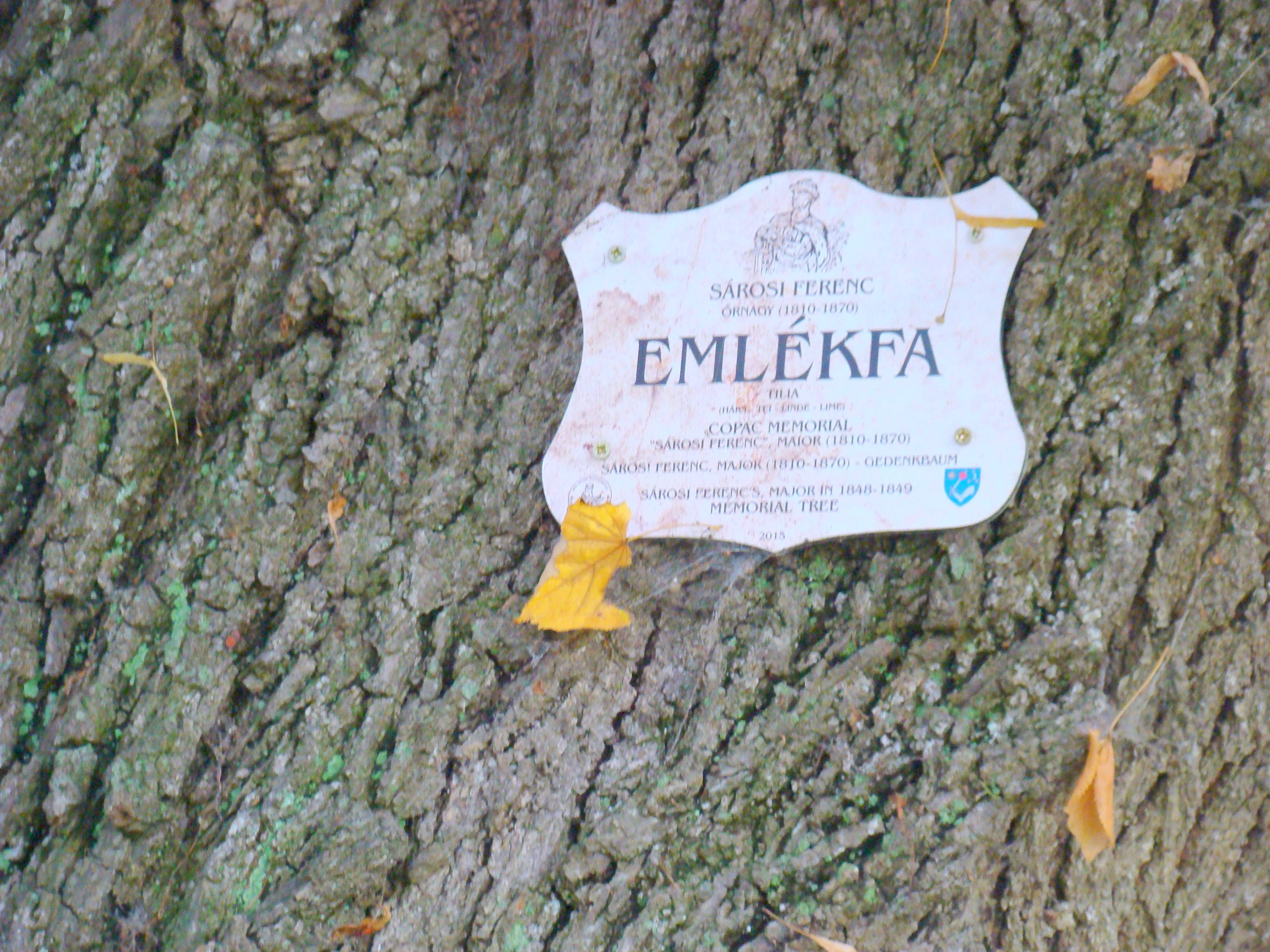
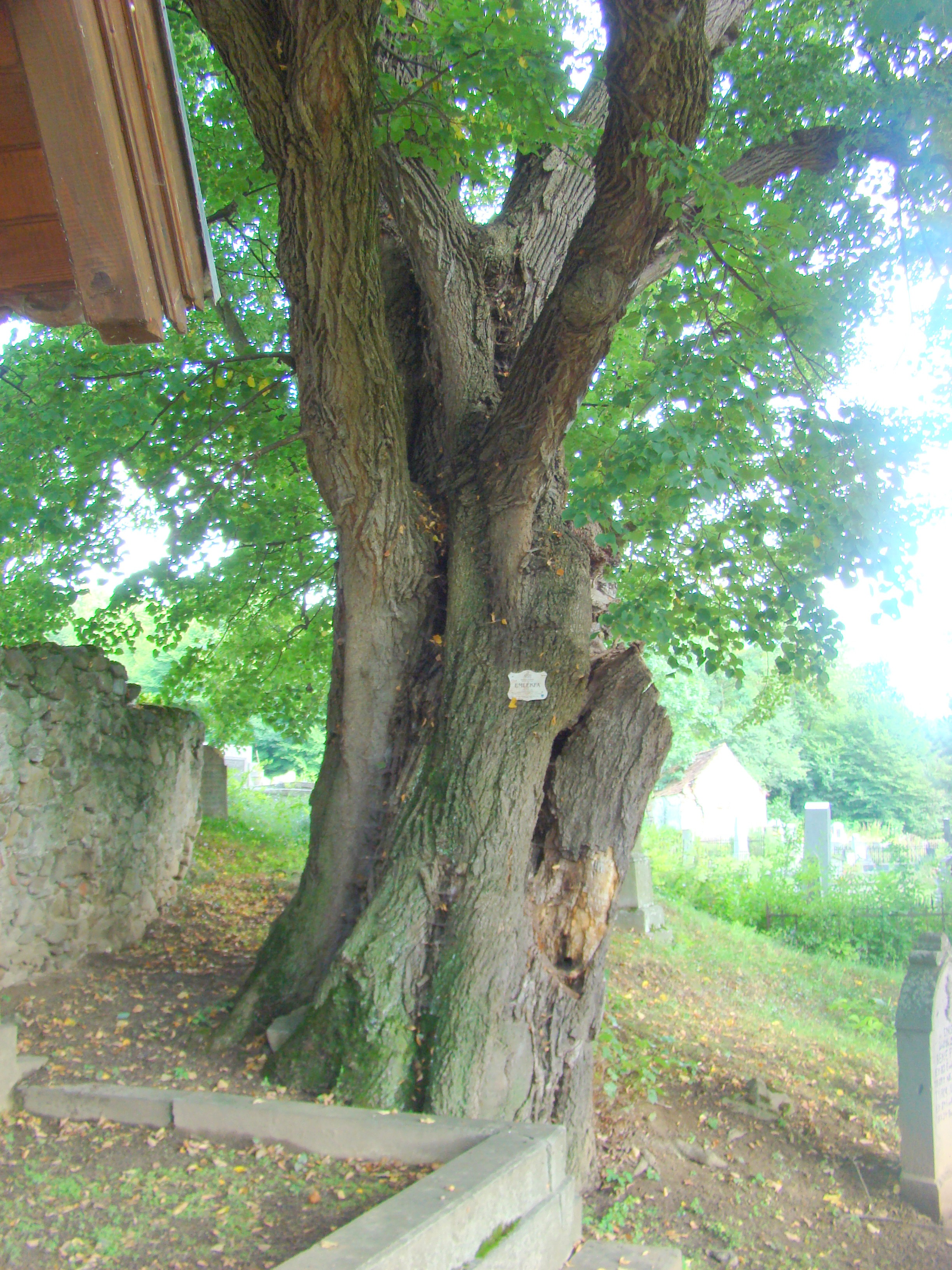
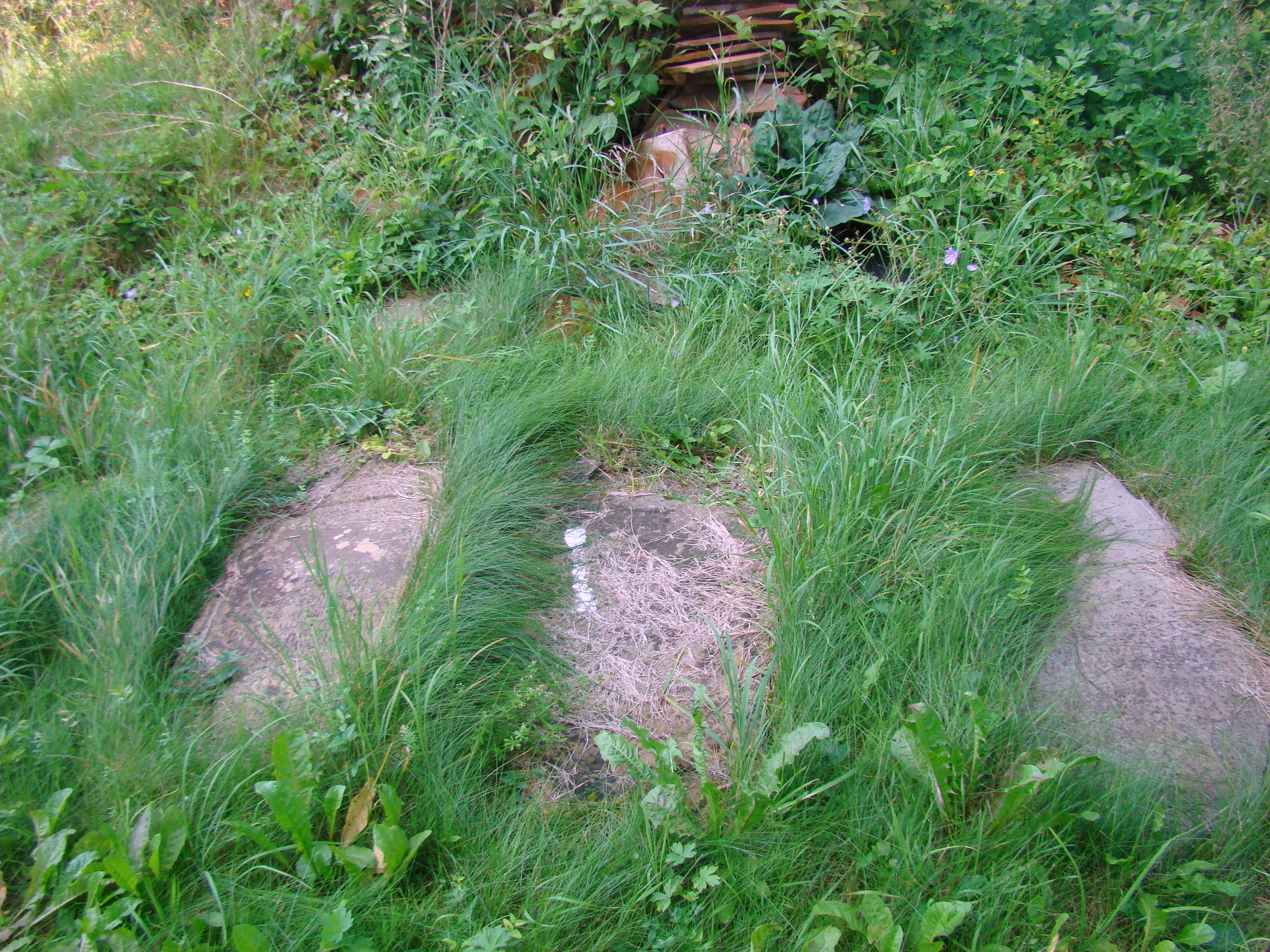
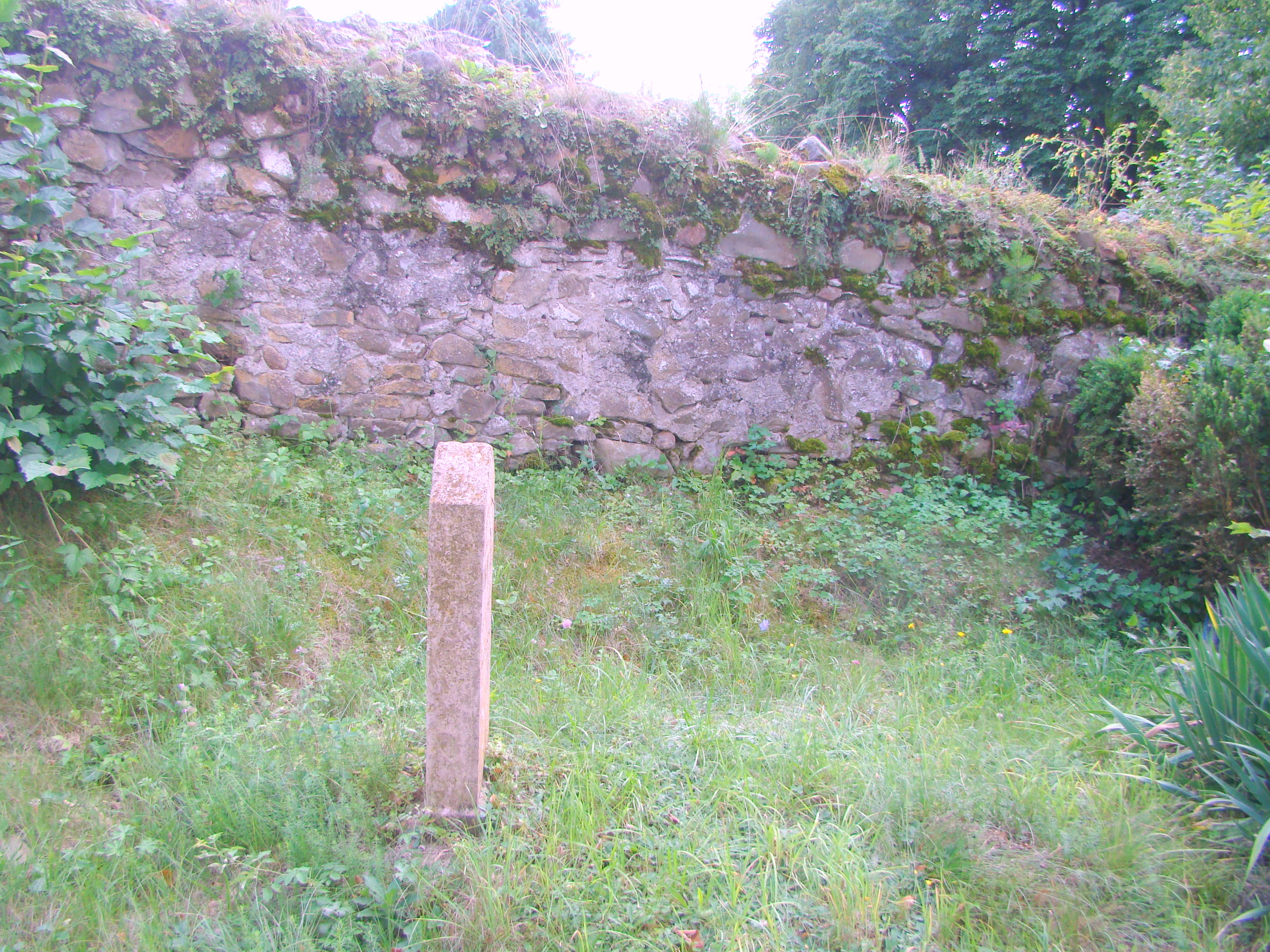
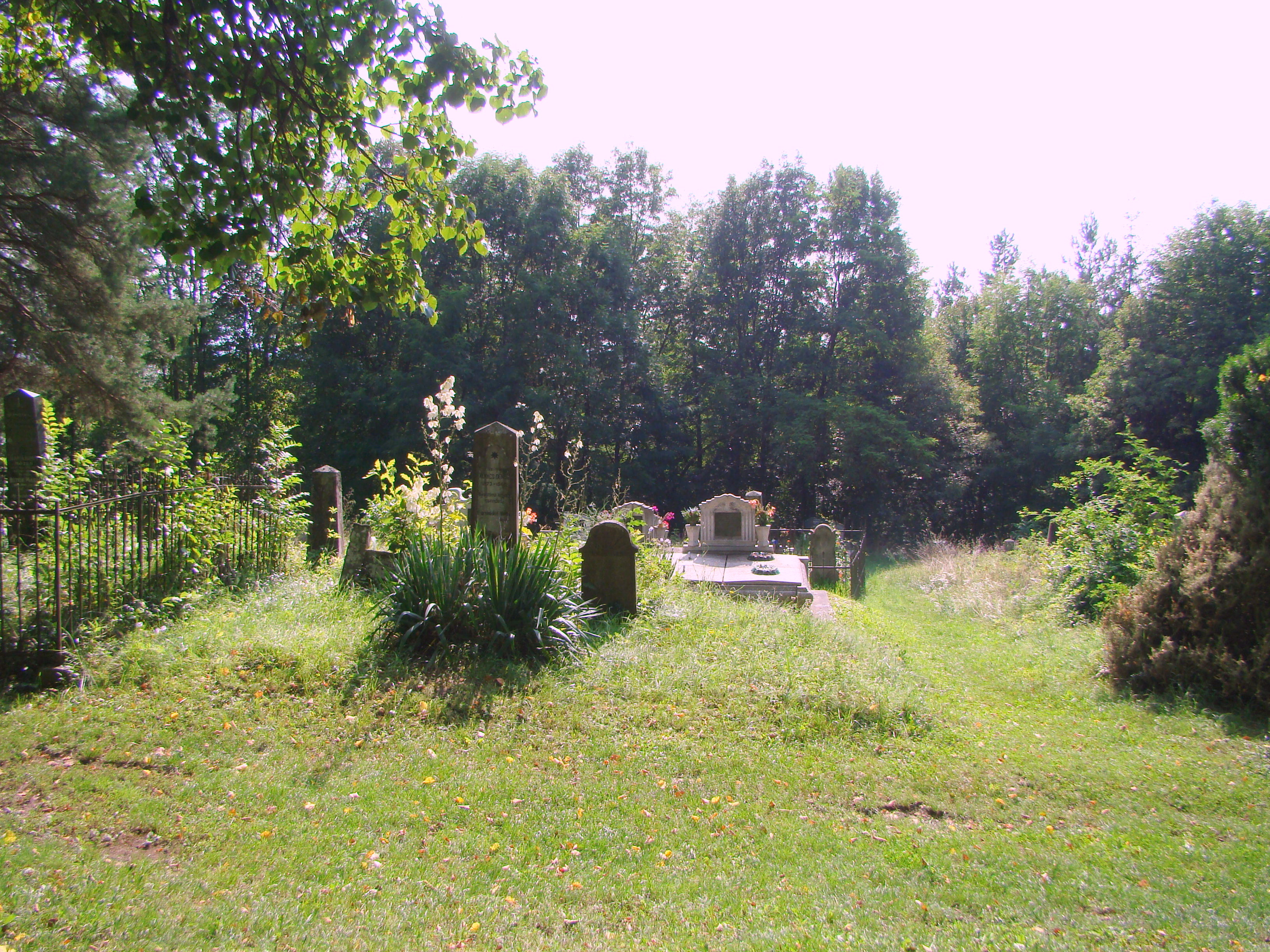
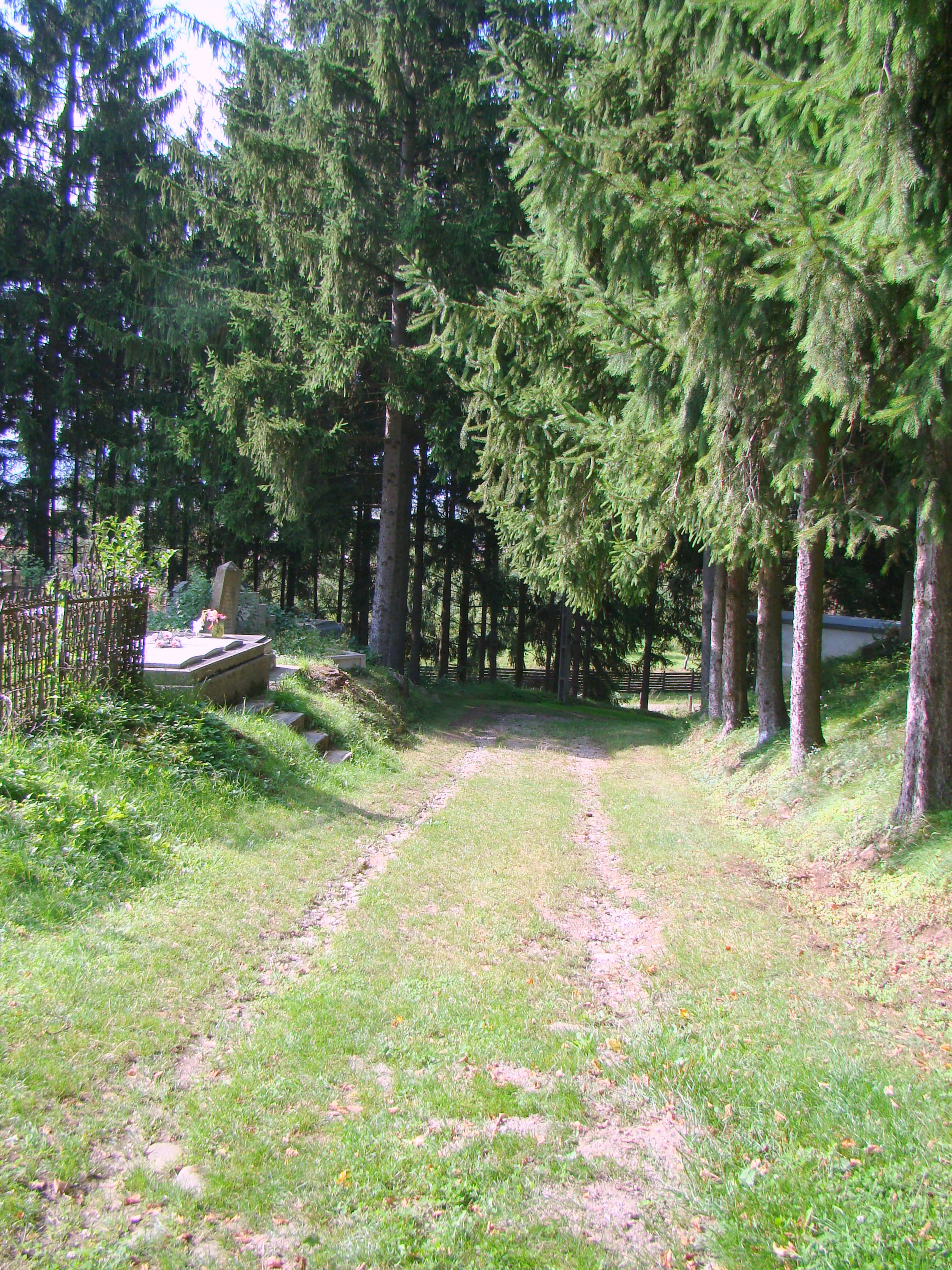
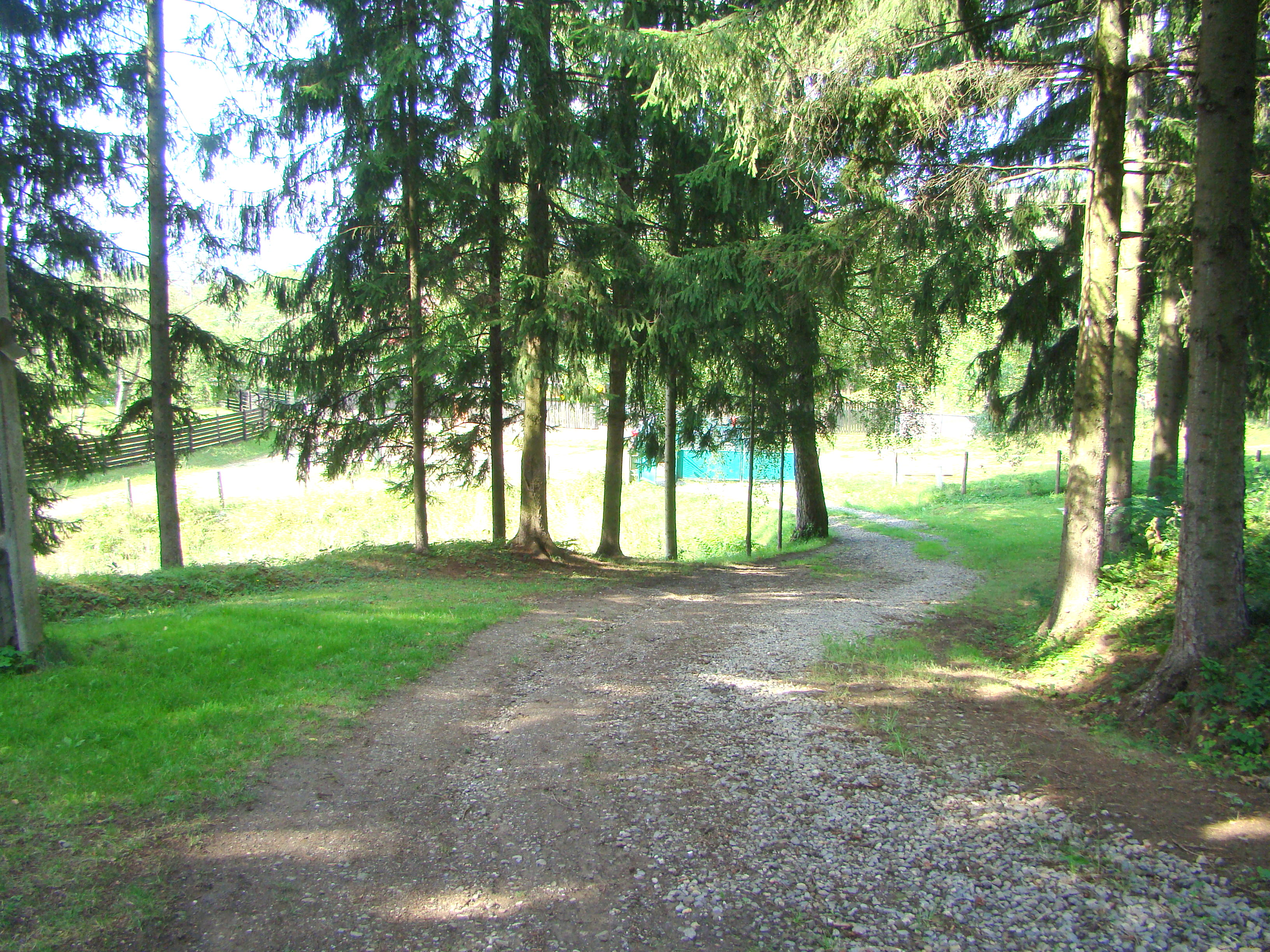

## Vezi și
- Bicfalău, Covasna

## Imagini din interior

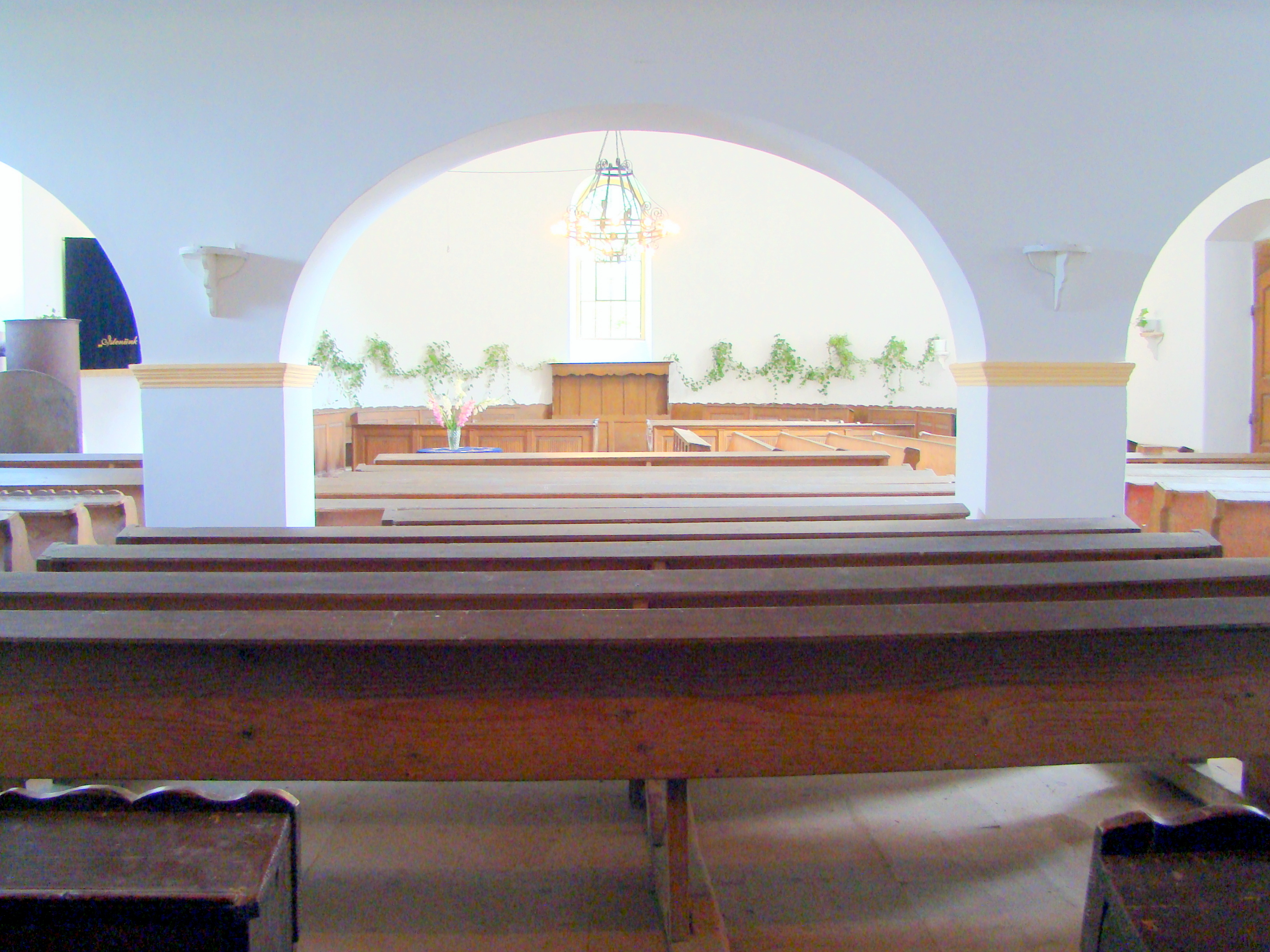
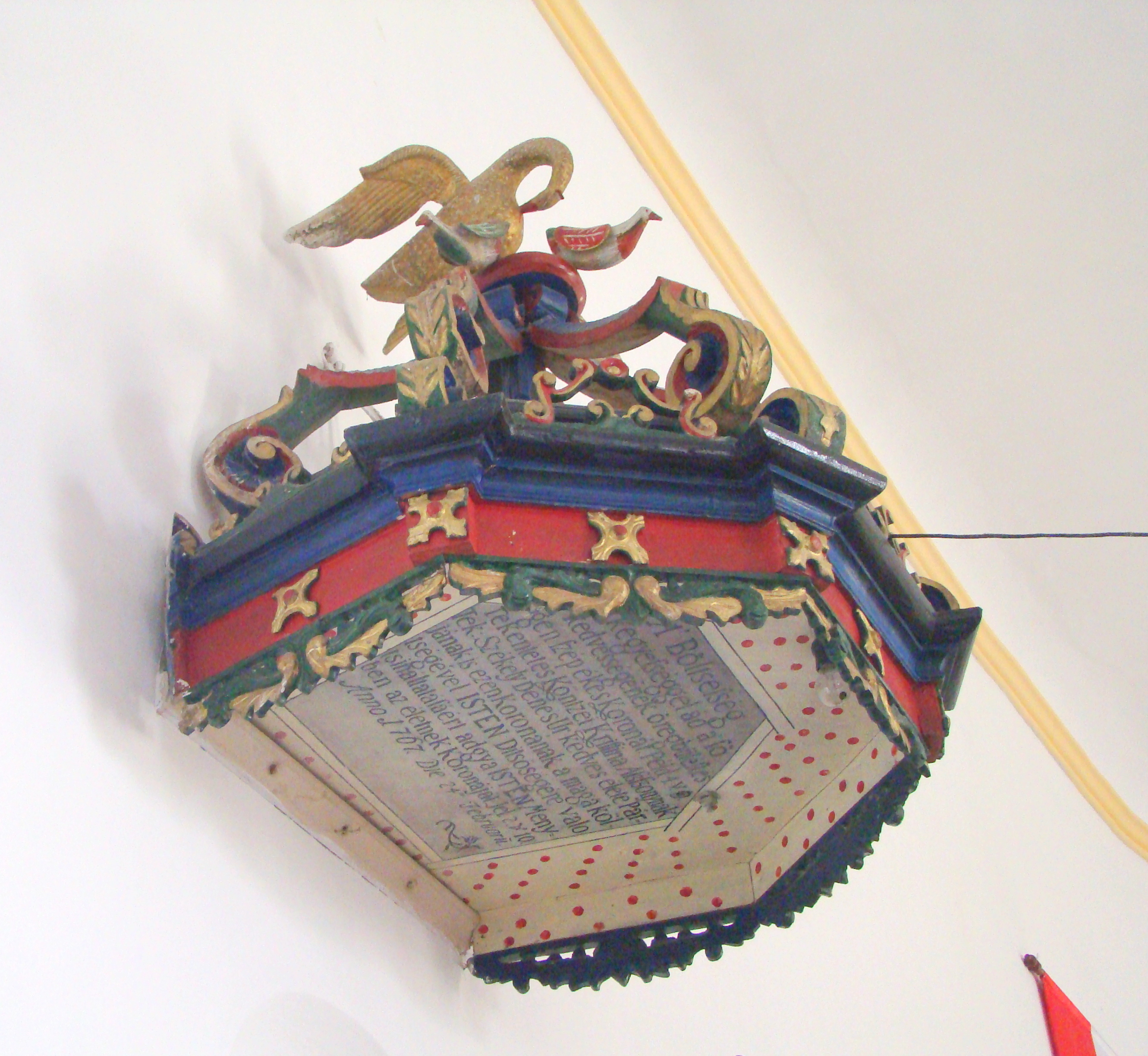
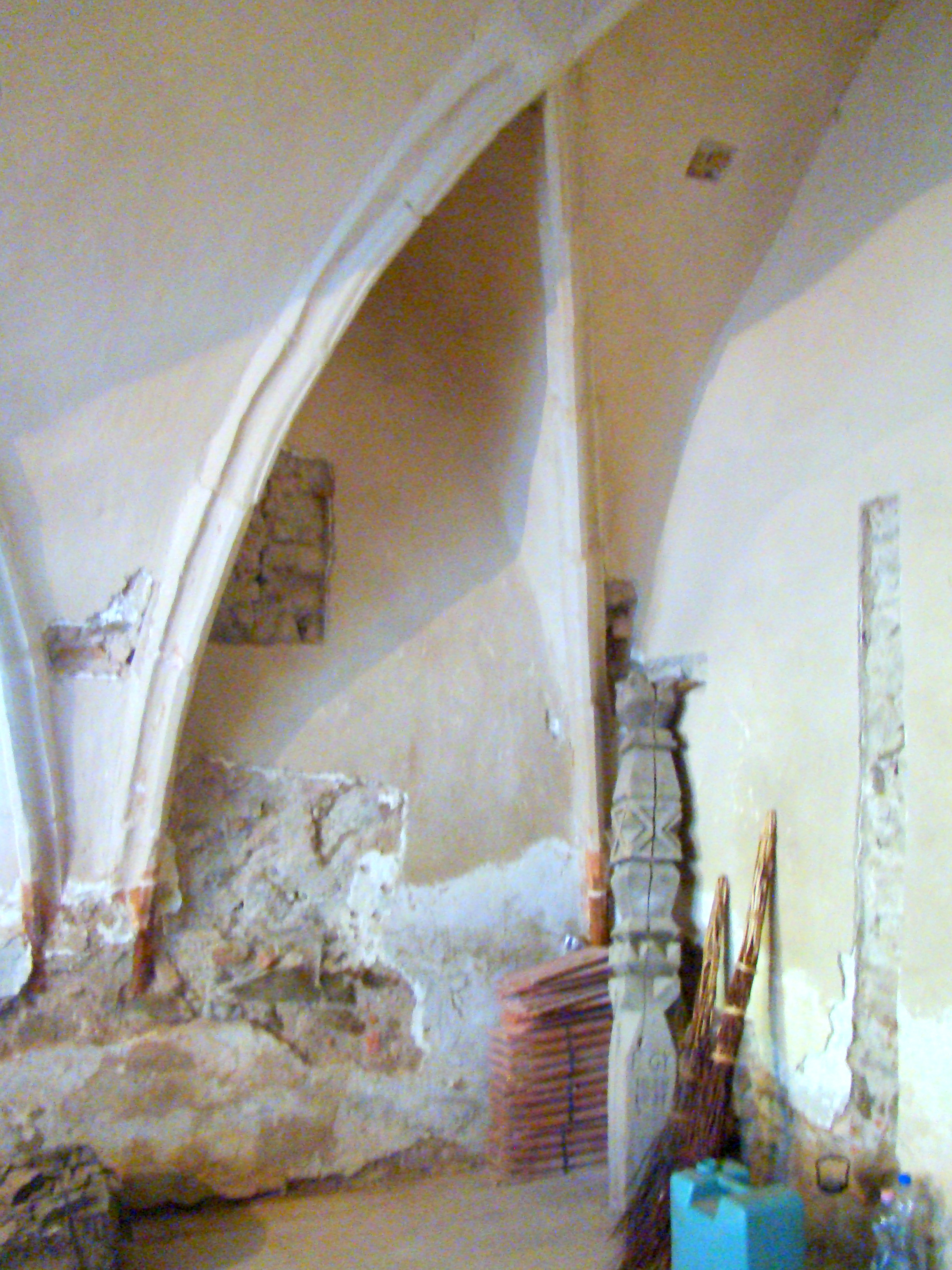
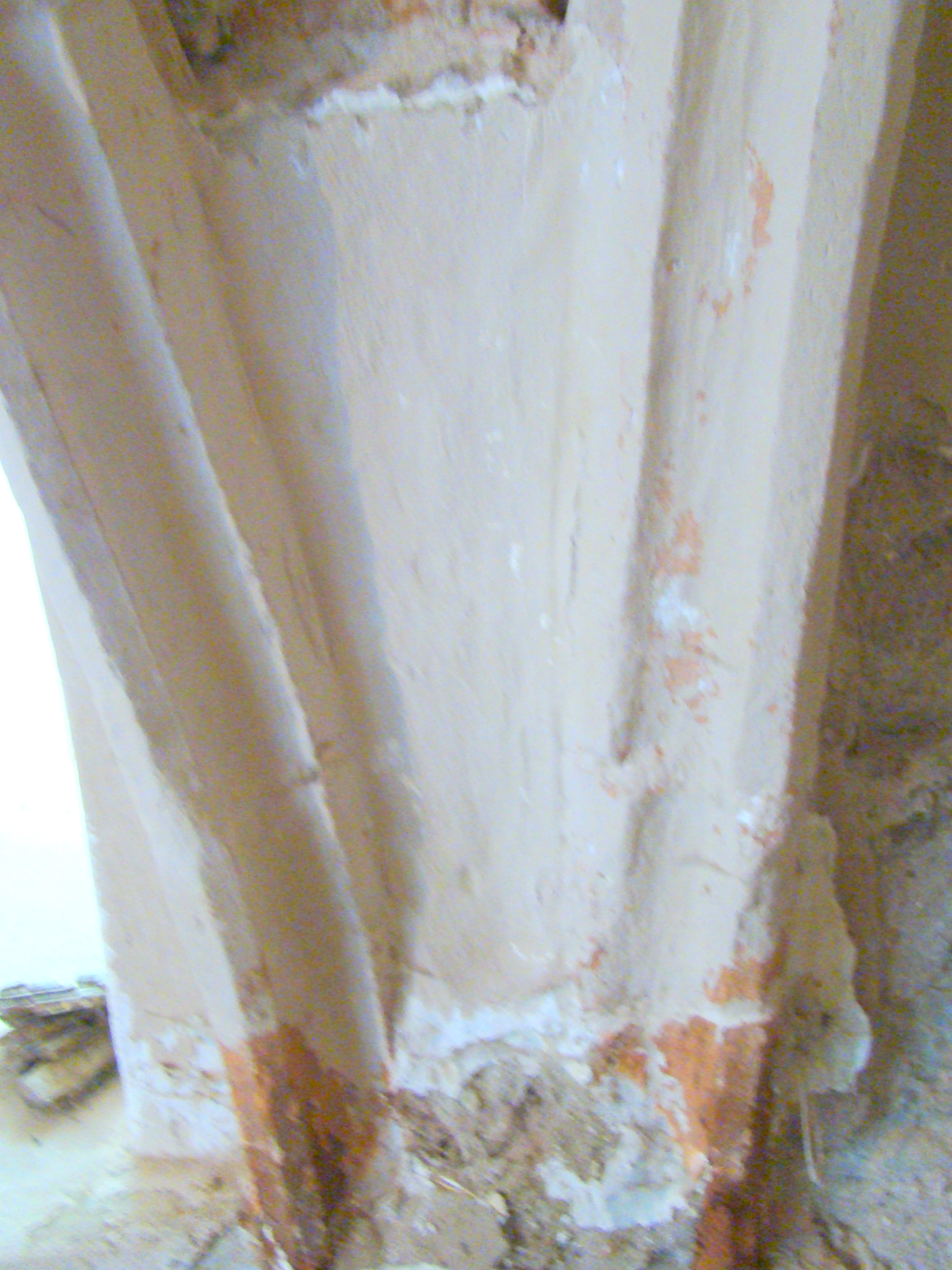
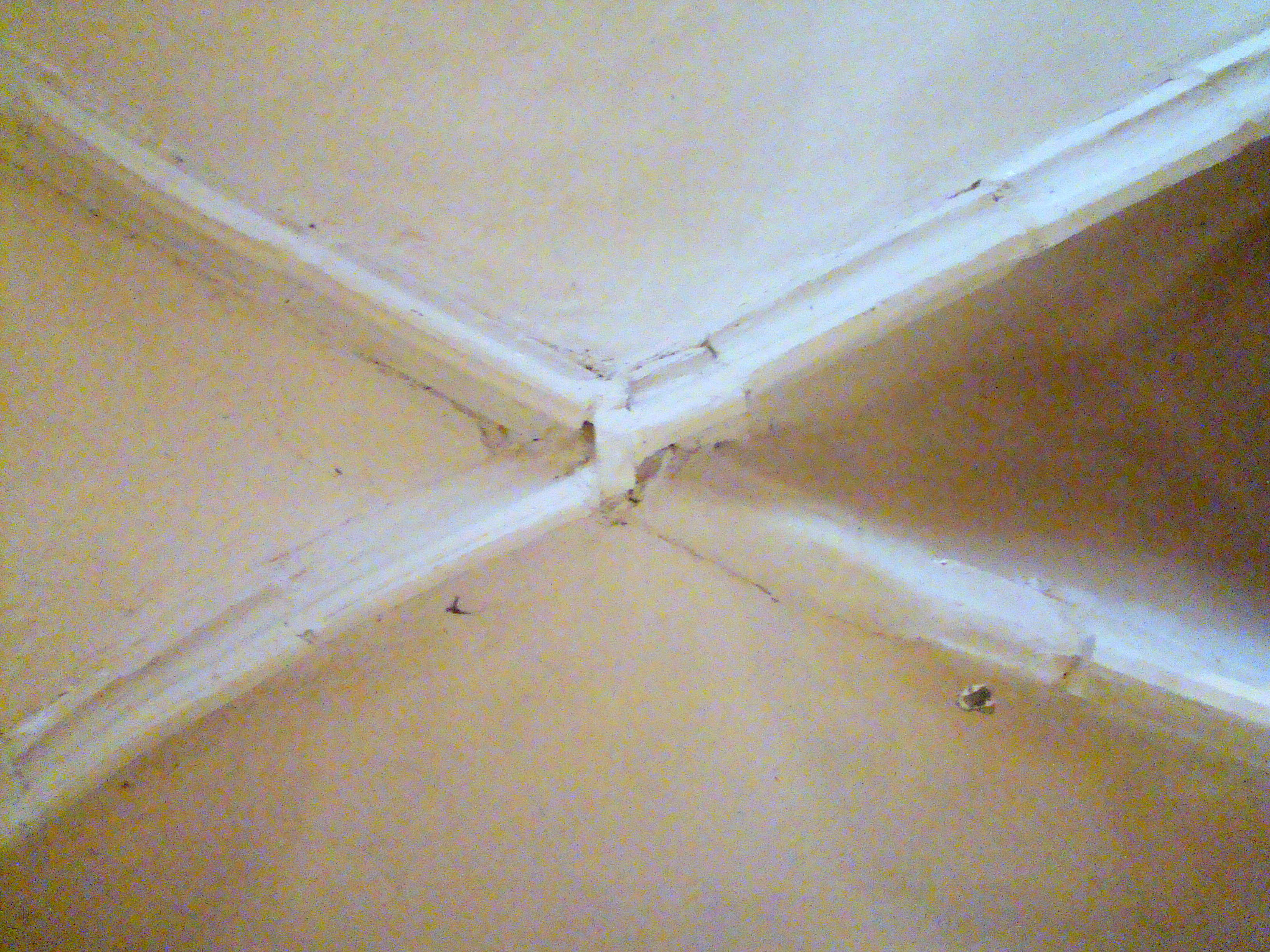
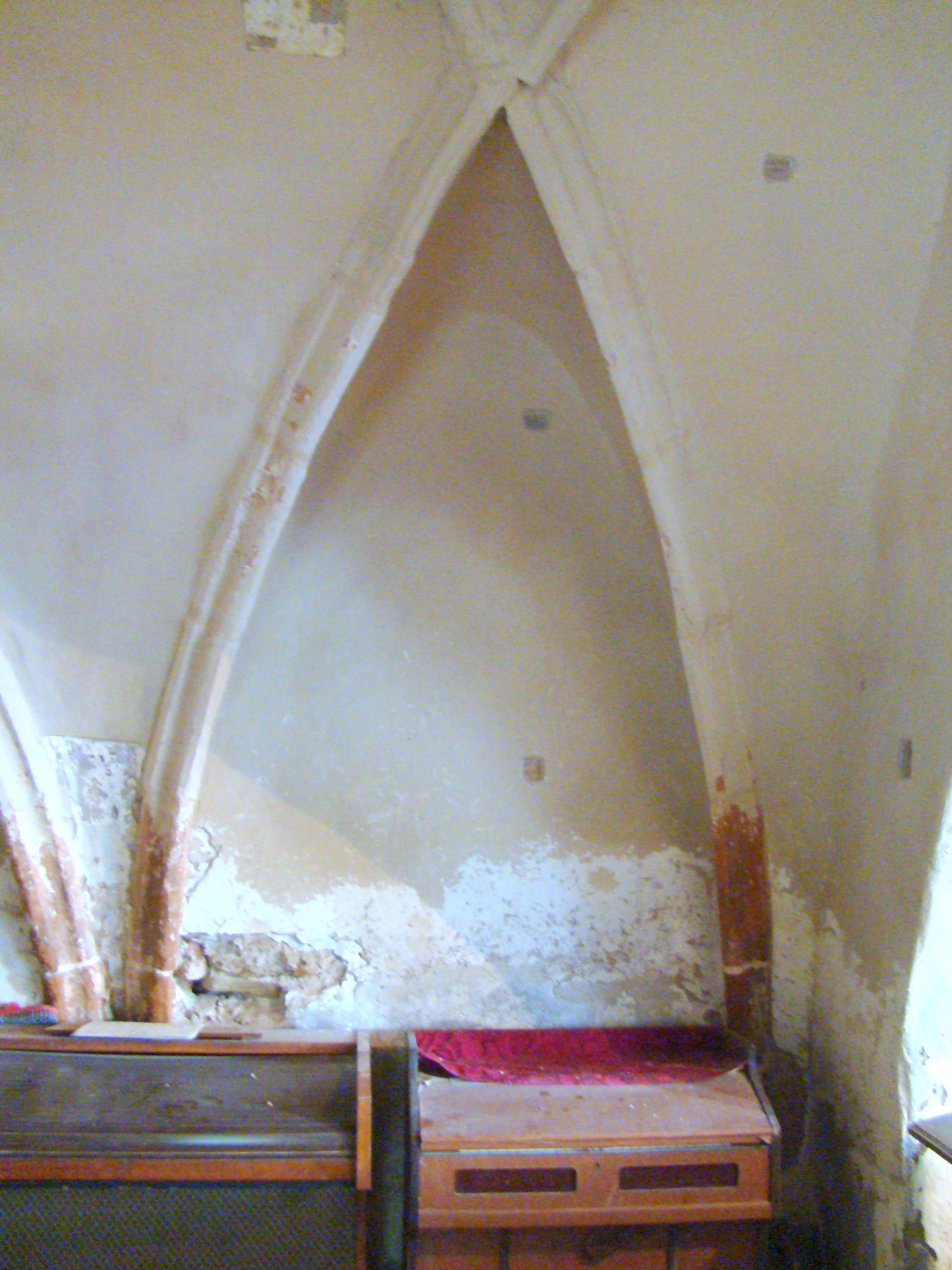
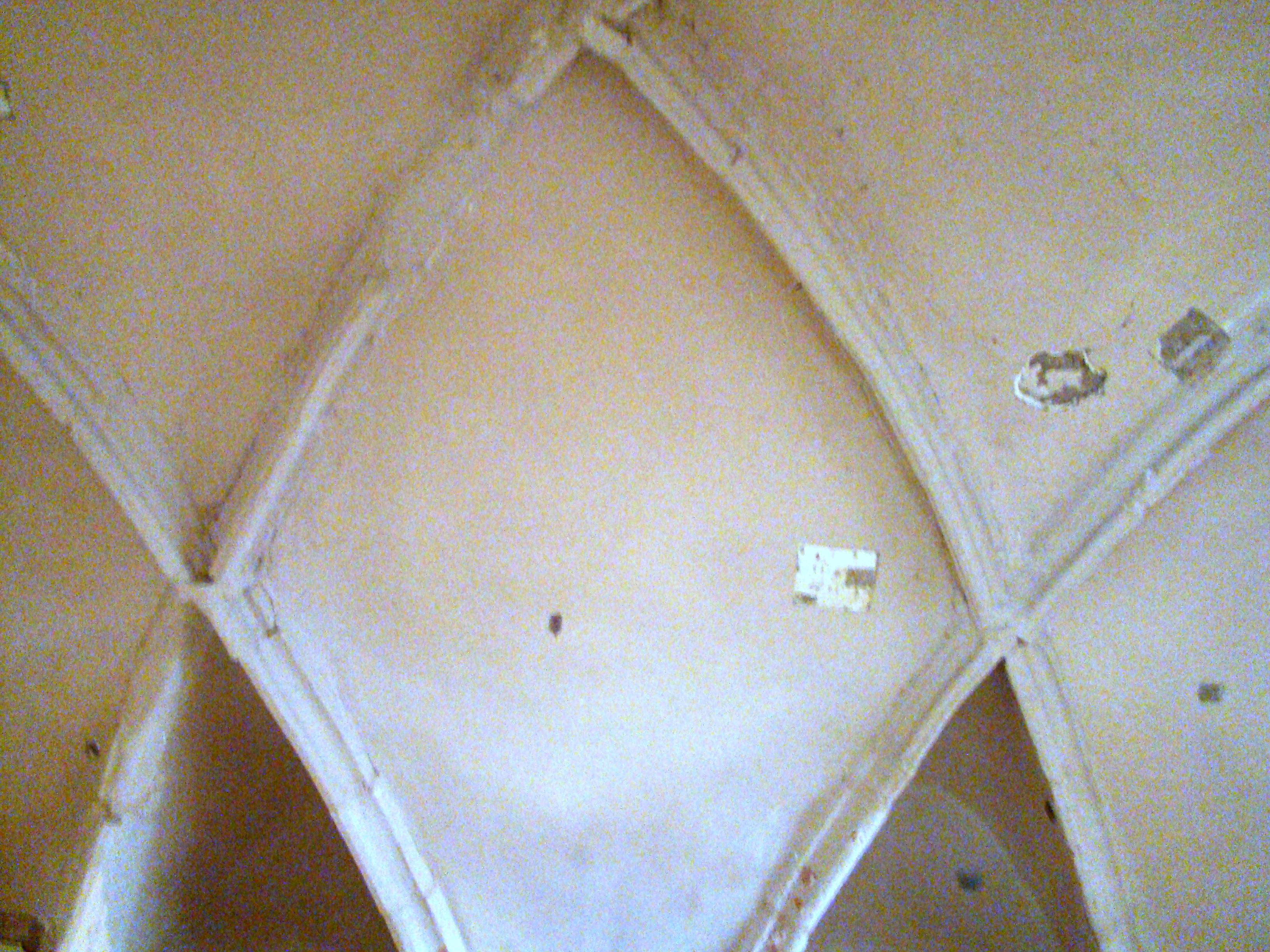
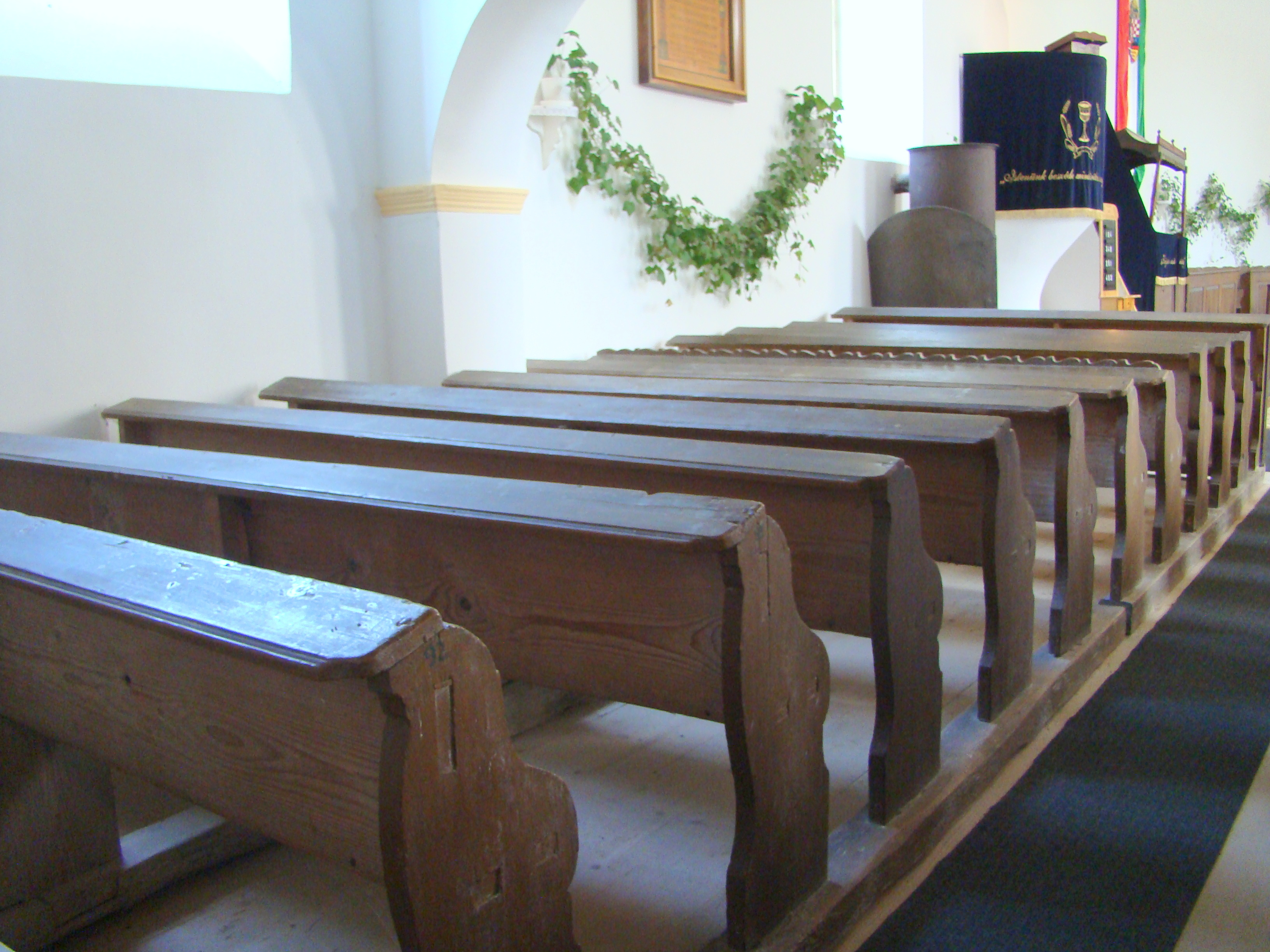
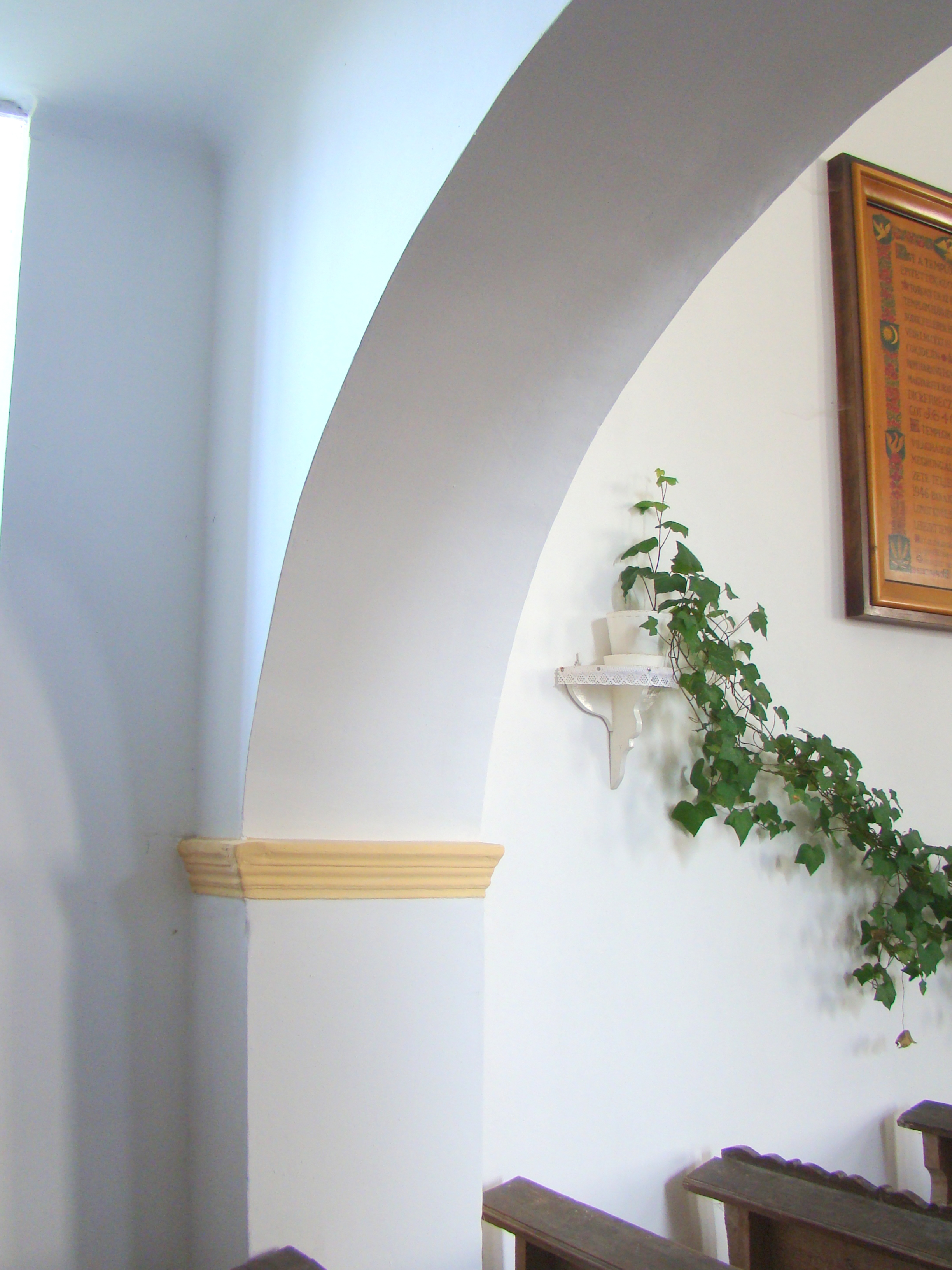
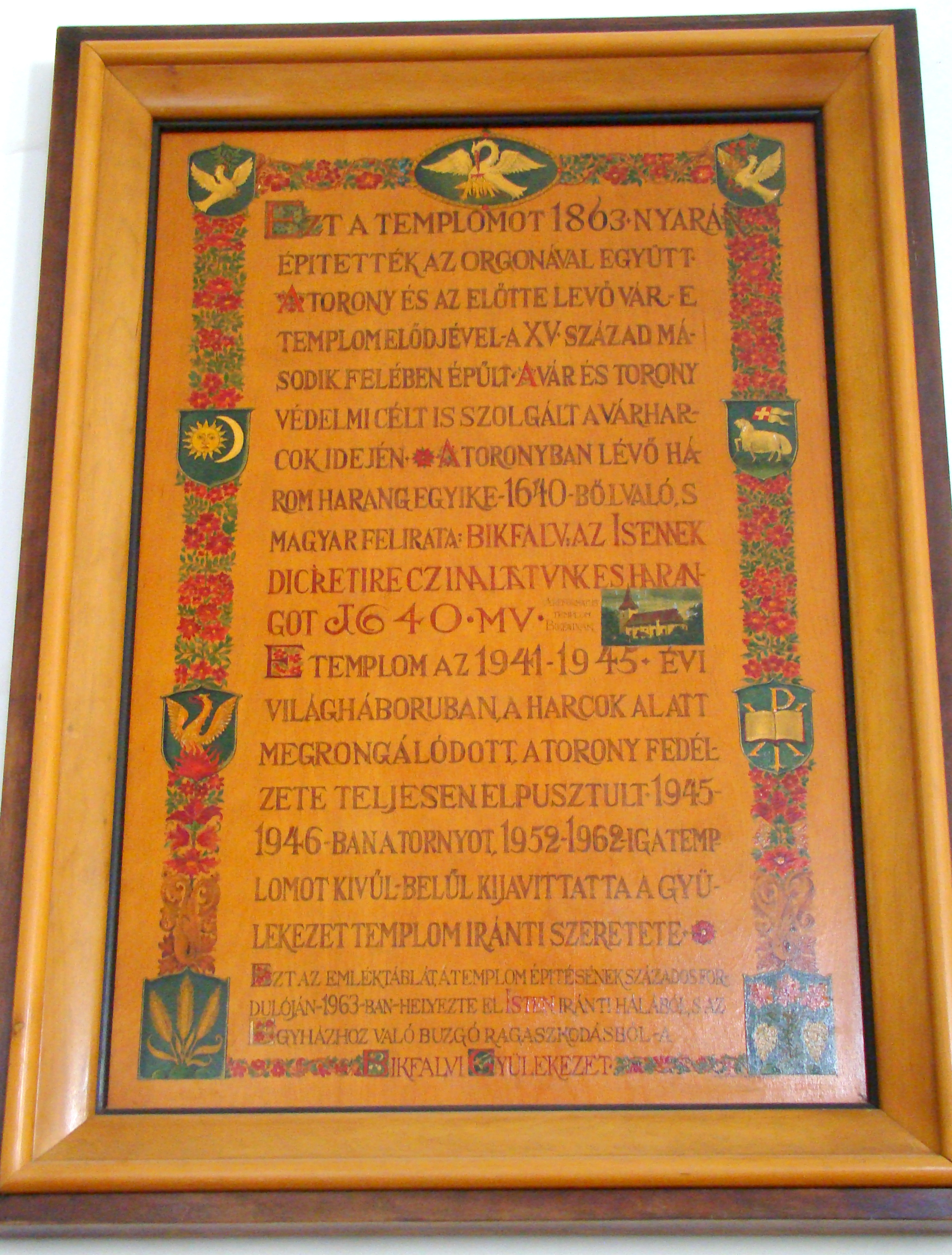
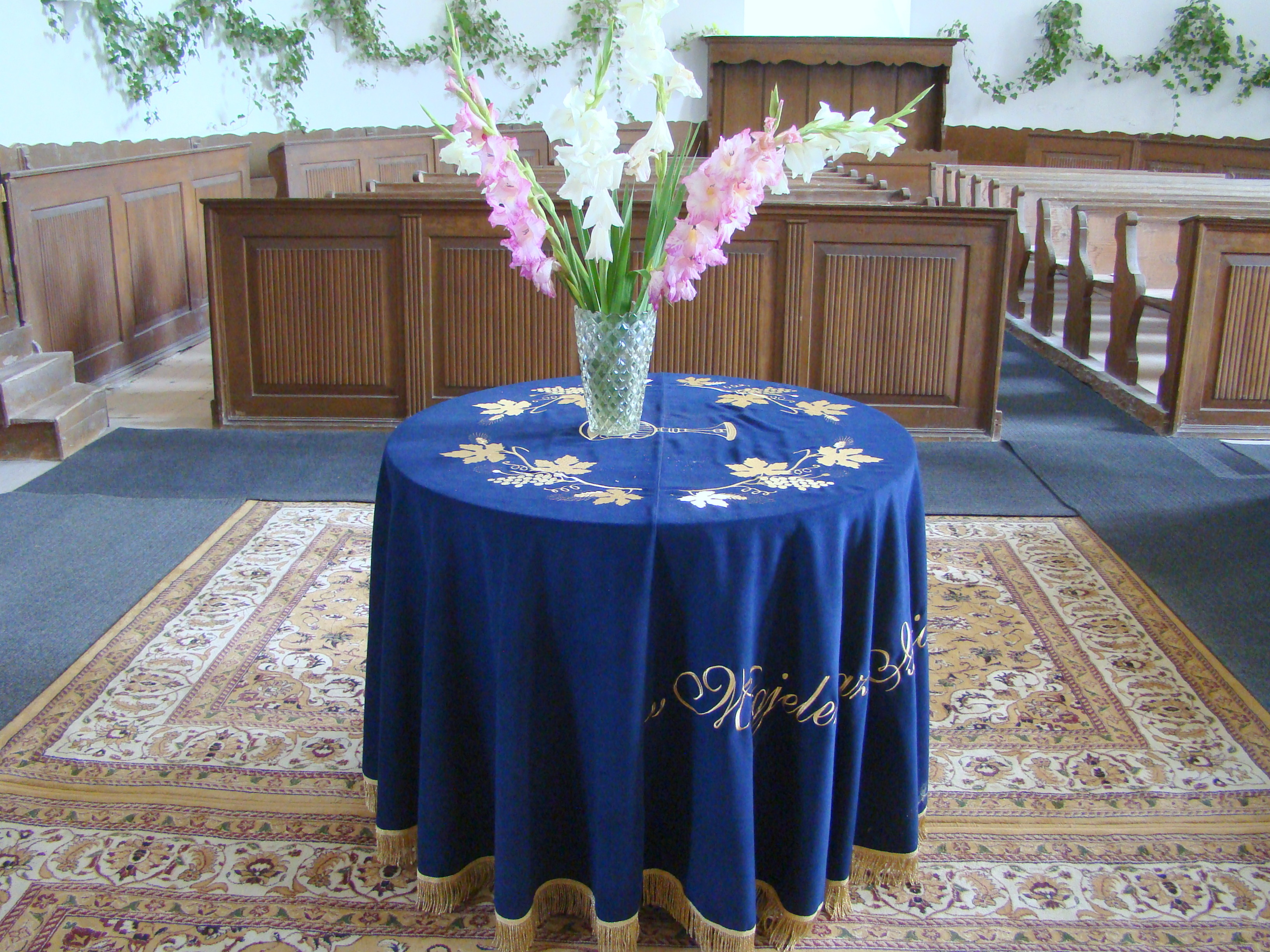
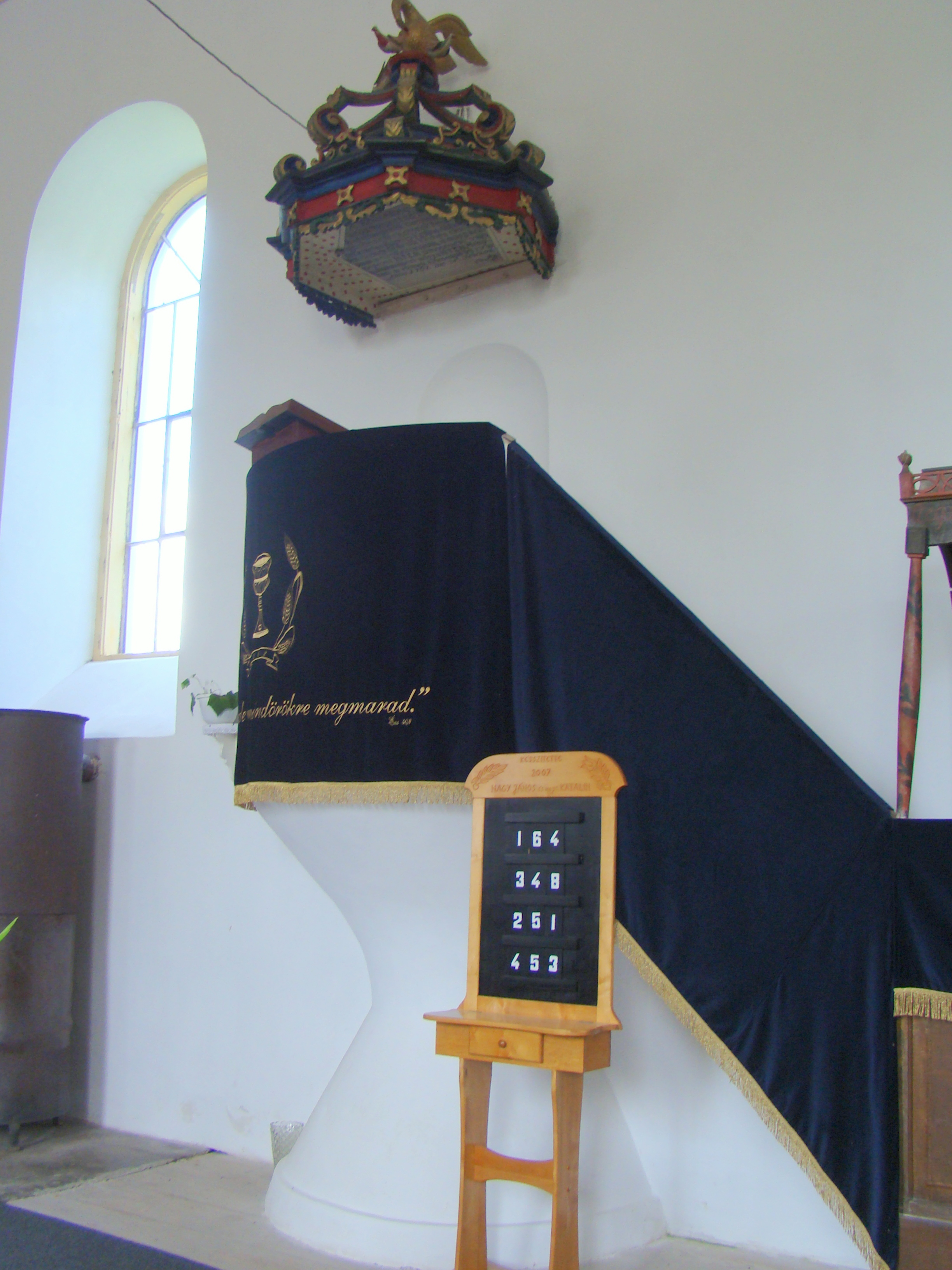
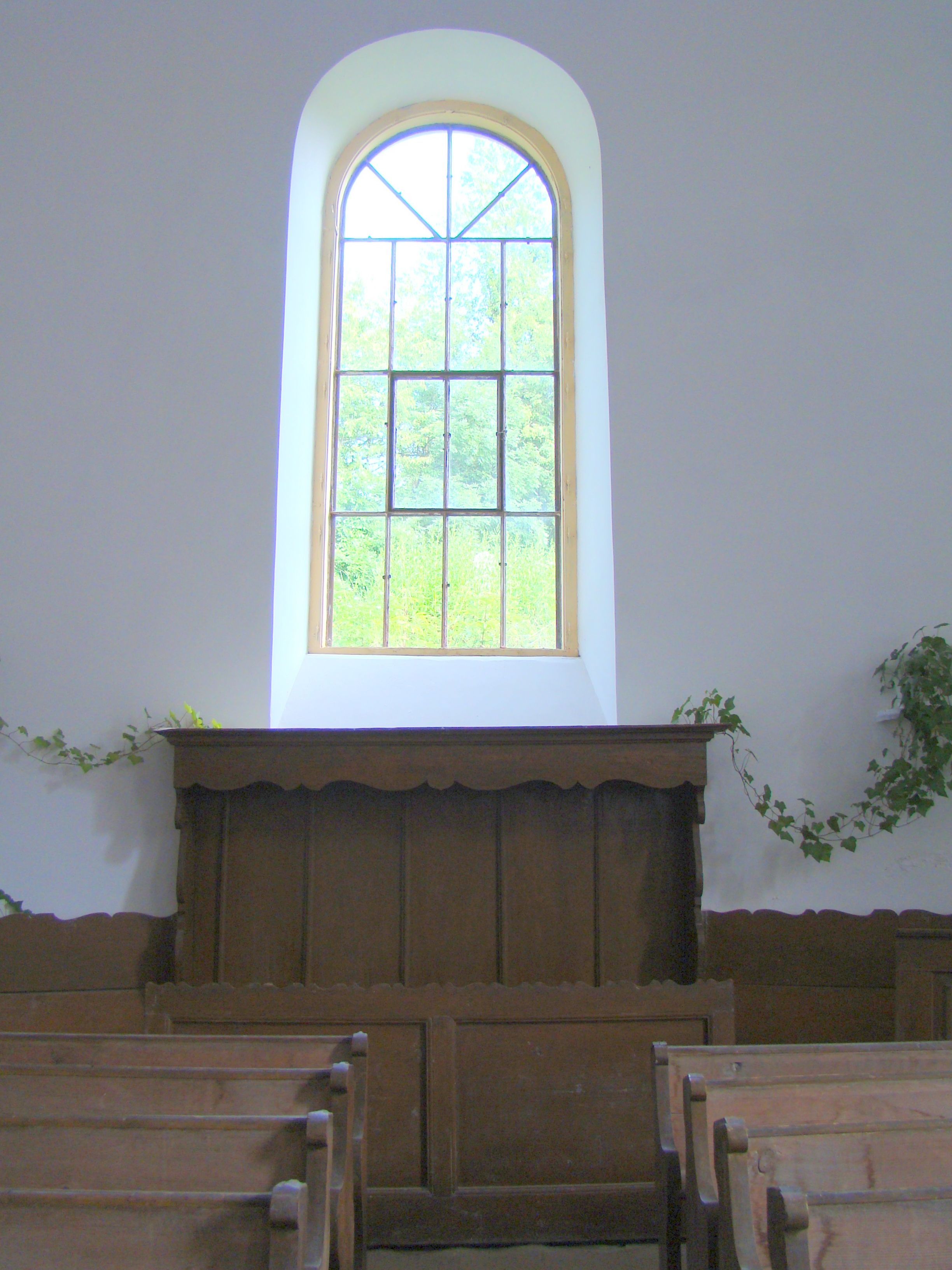
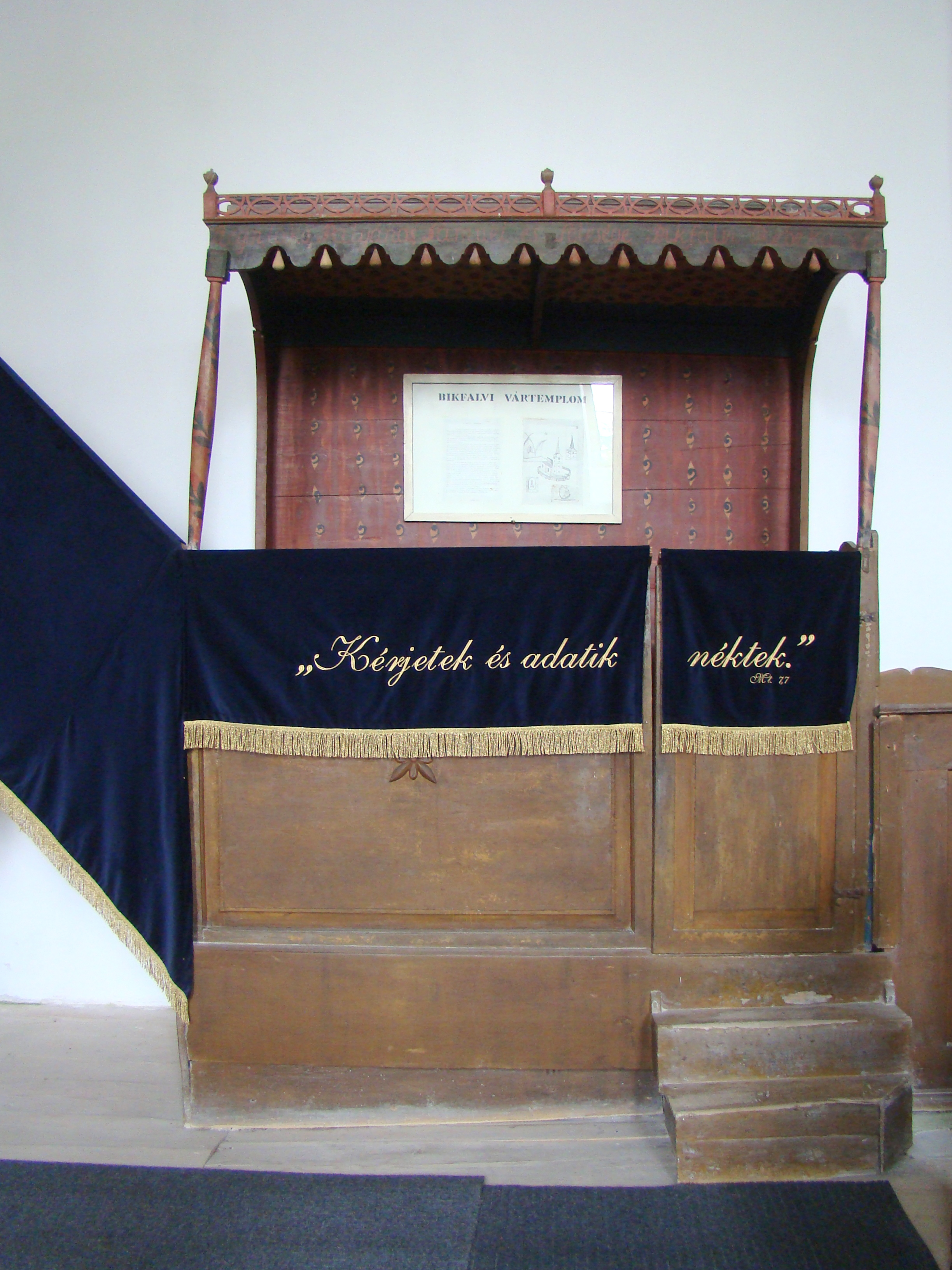
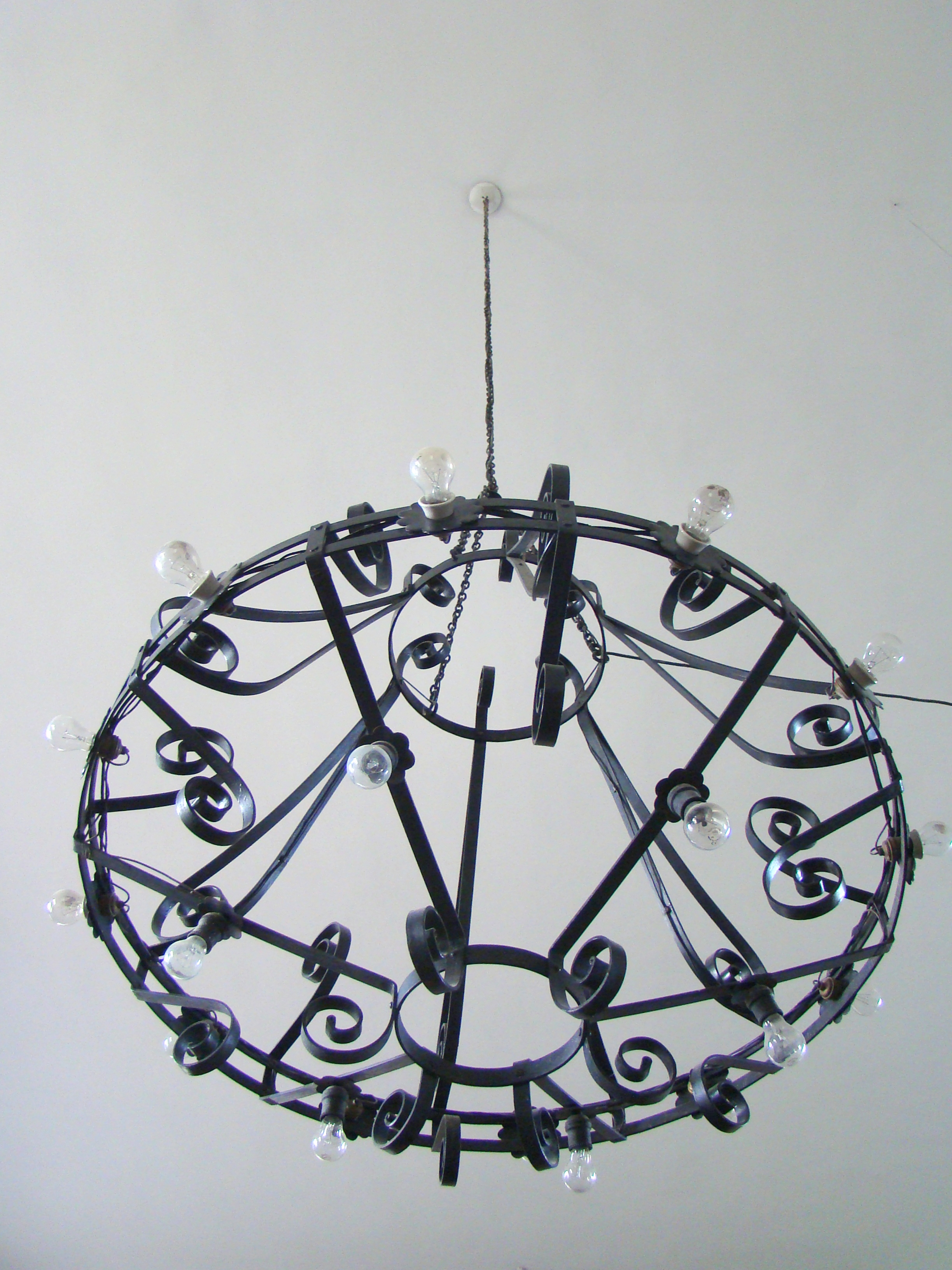
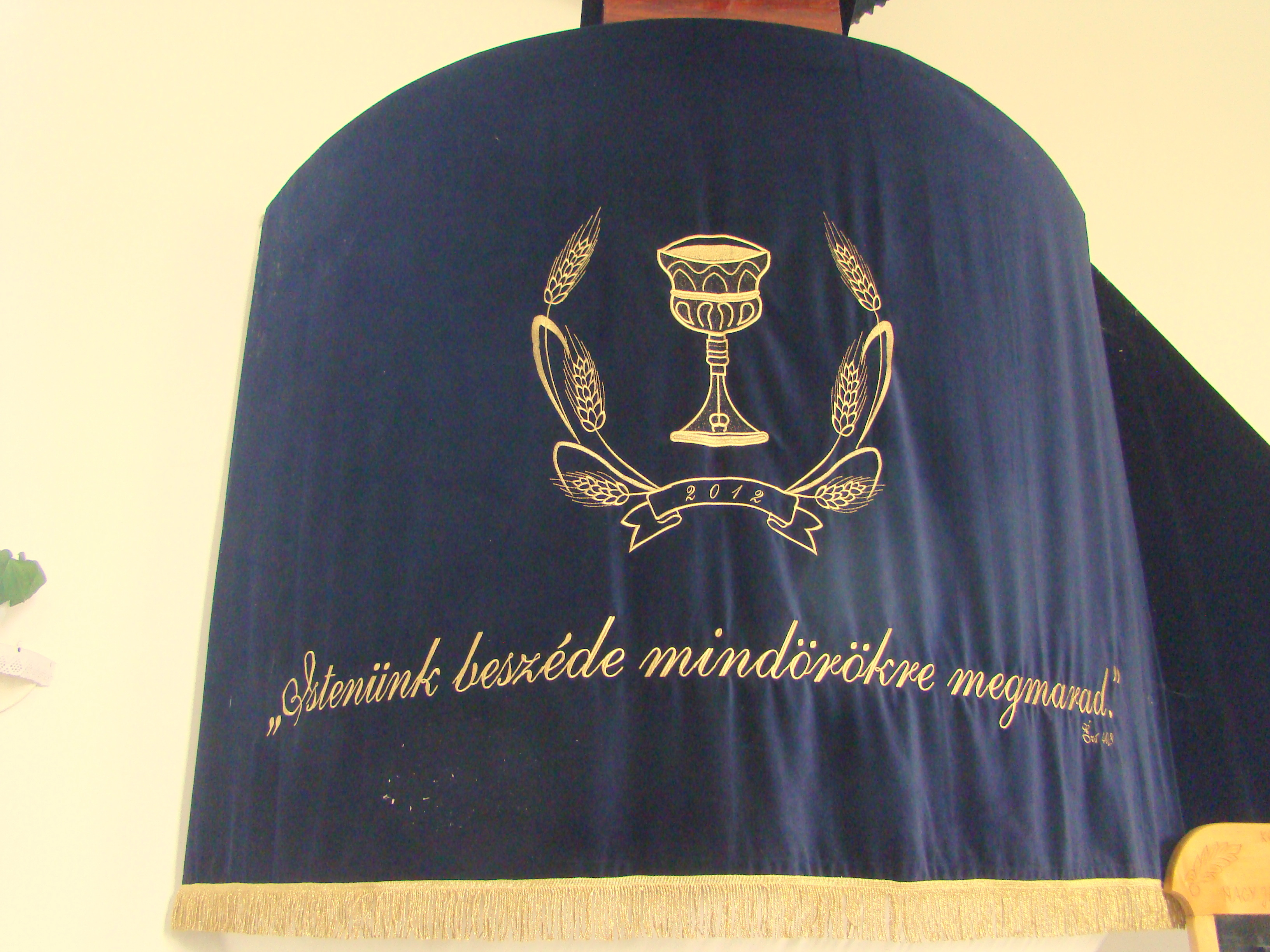
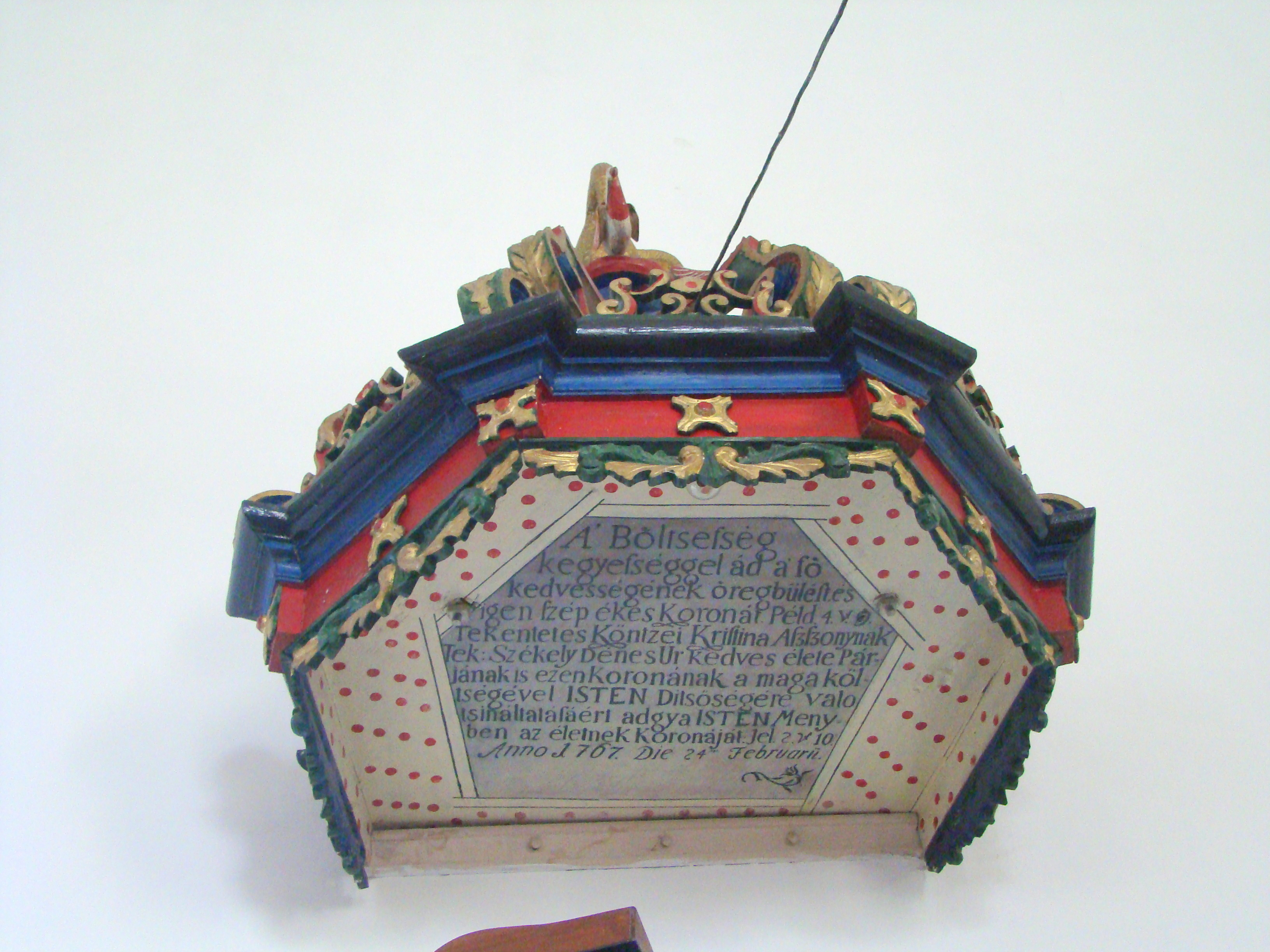
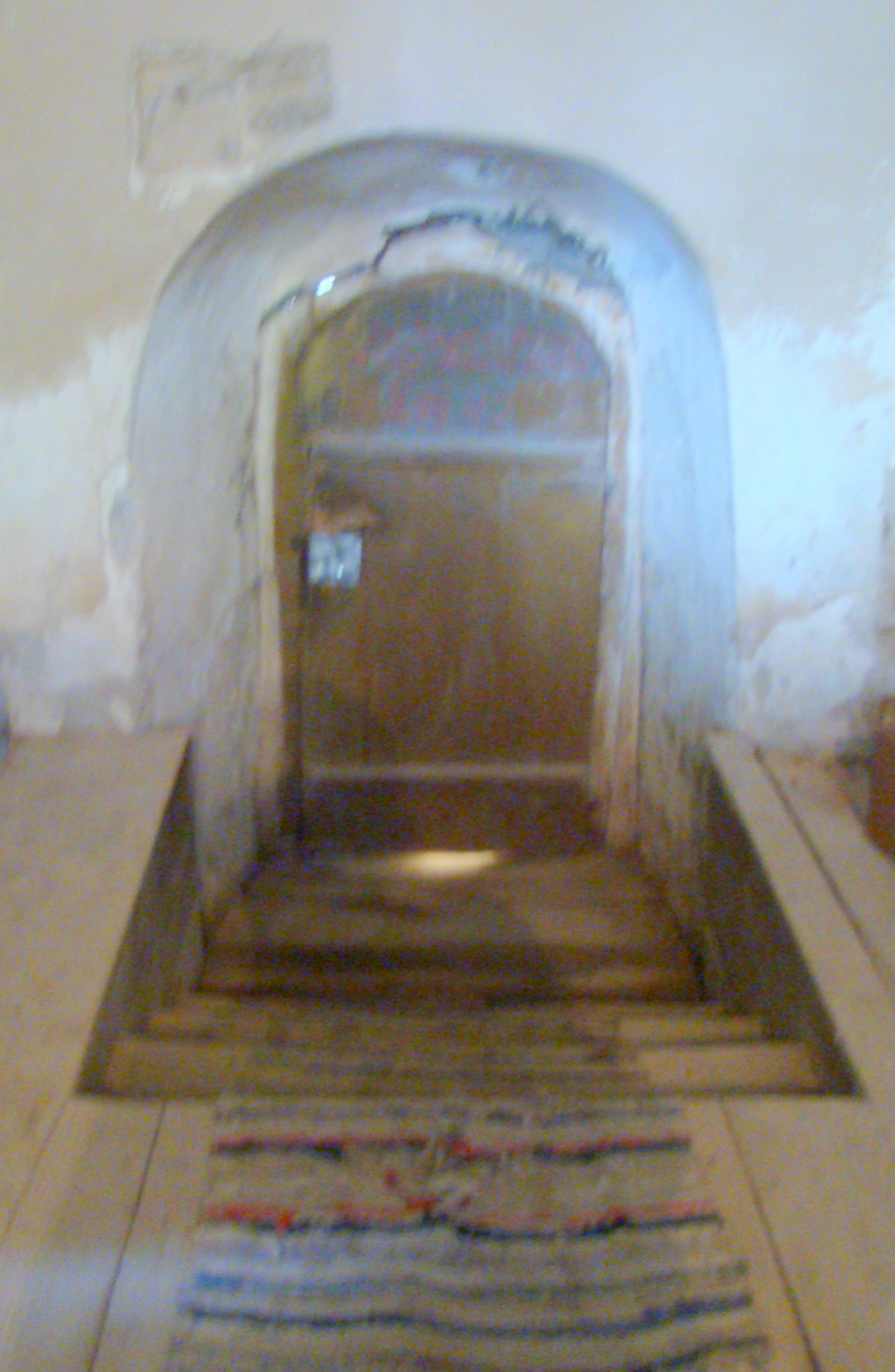
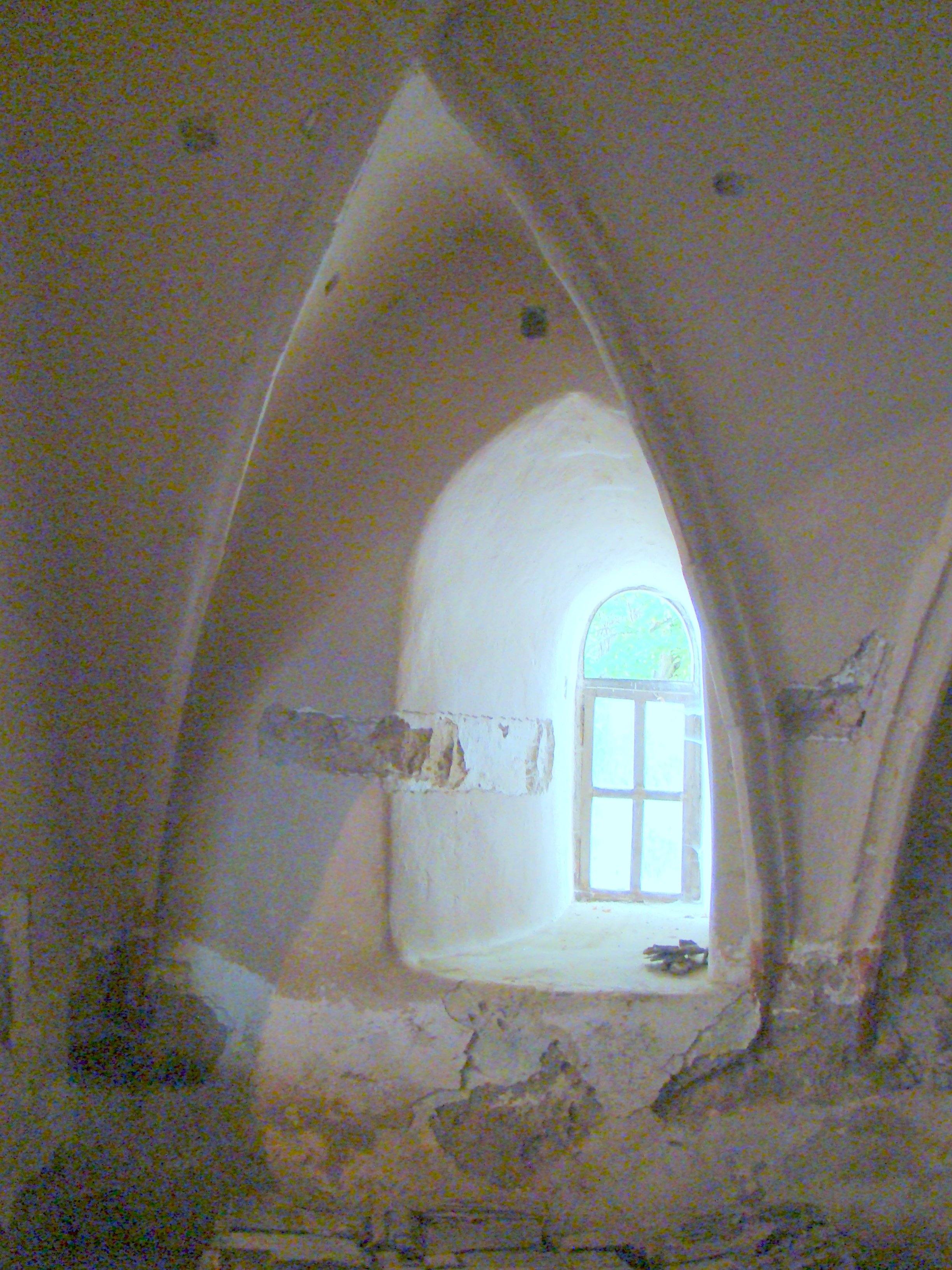
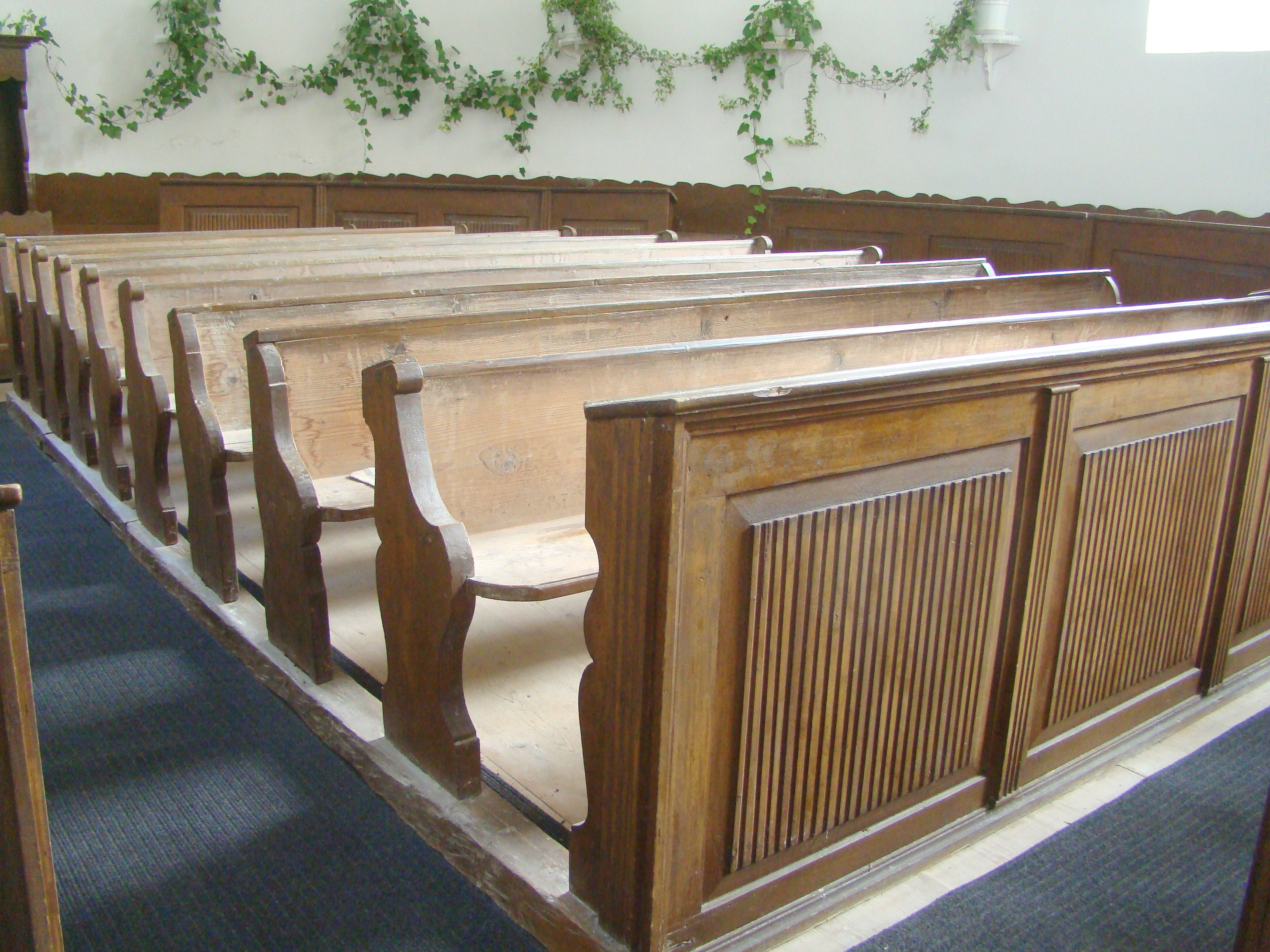
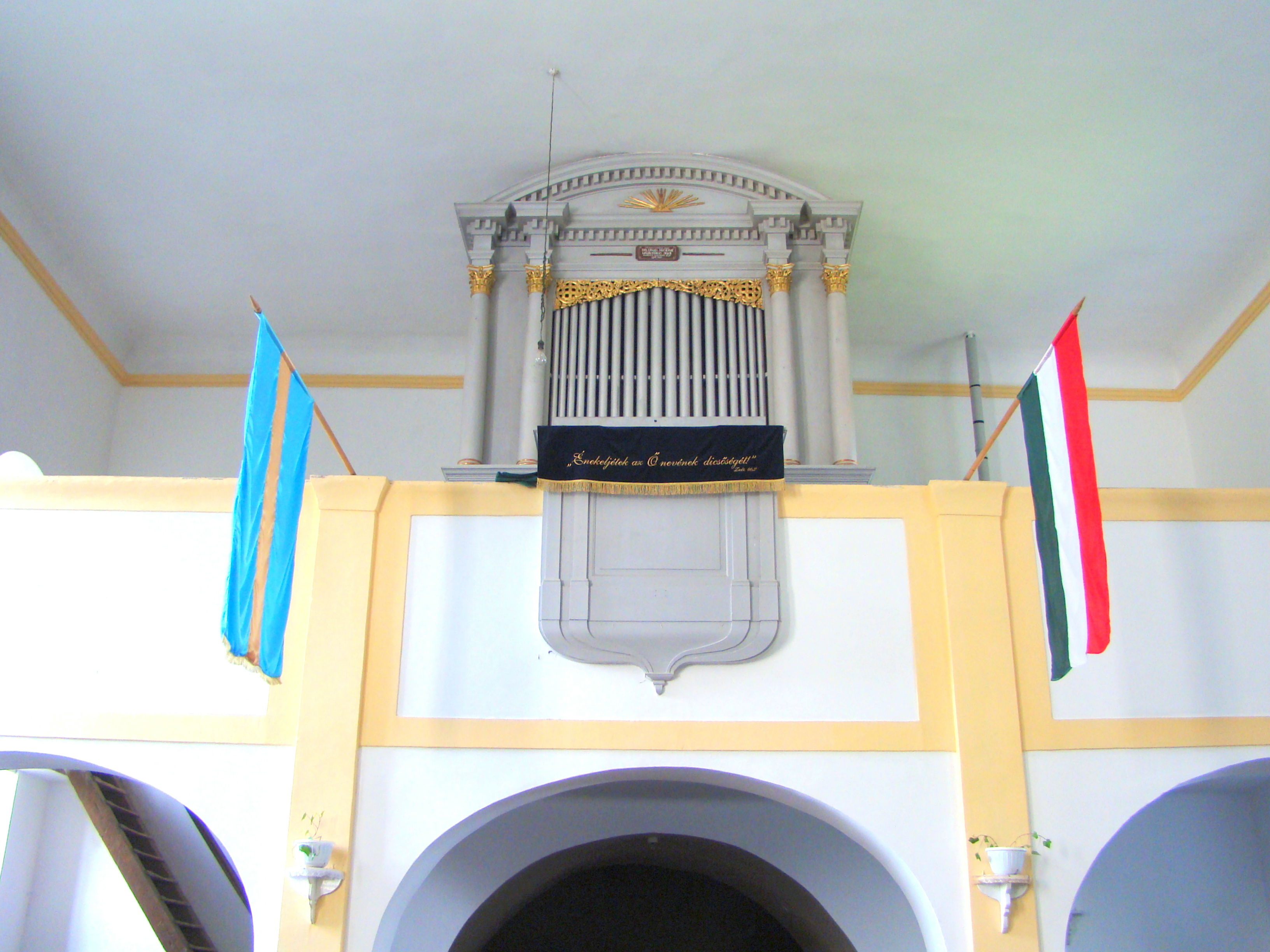
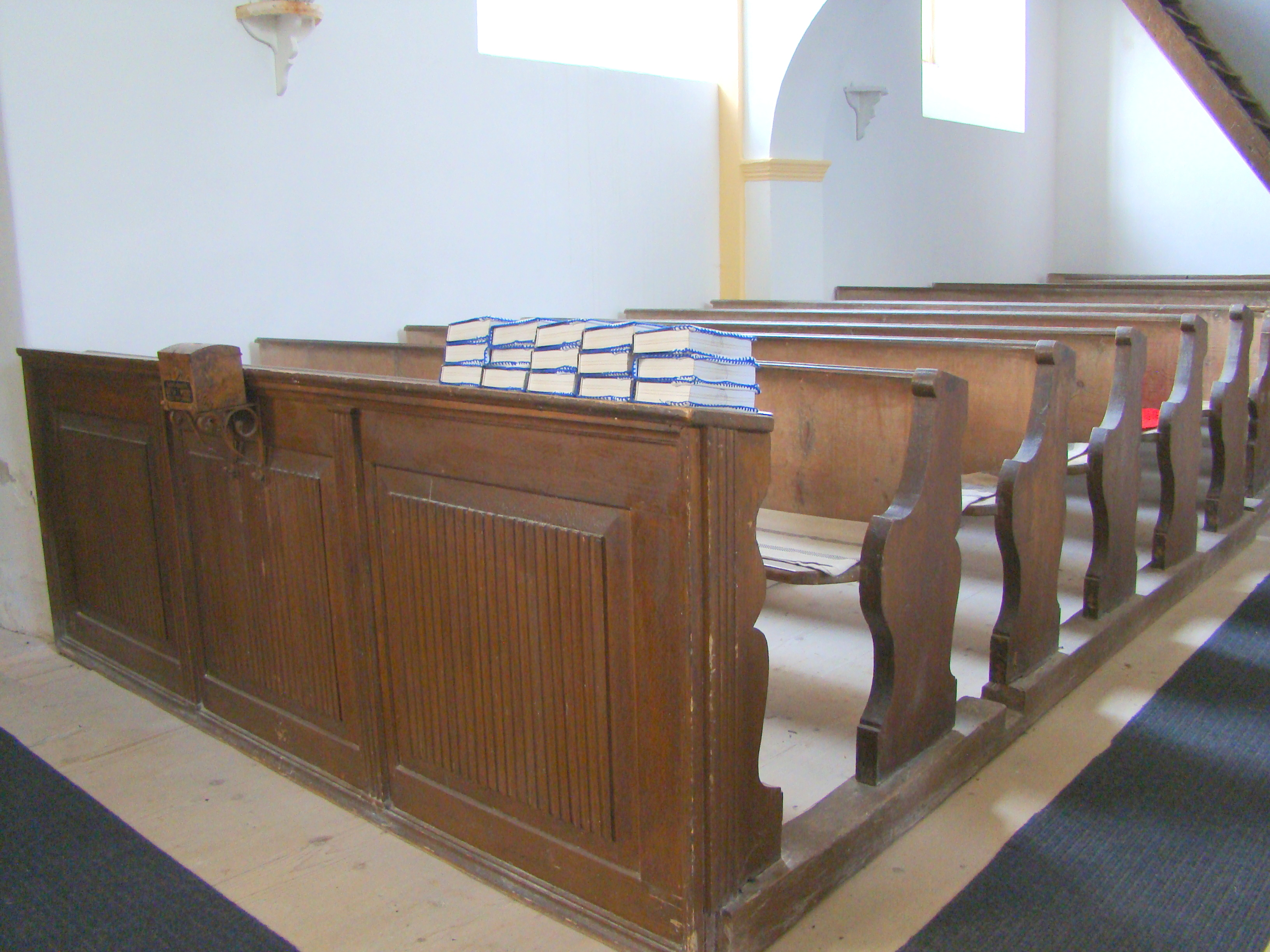
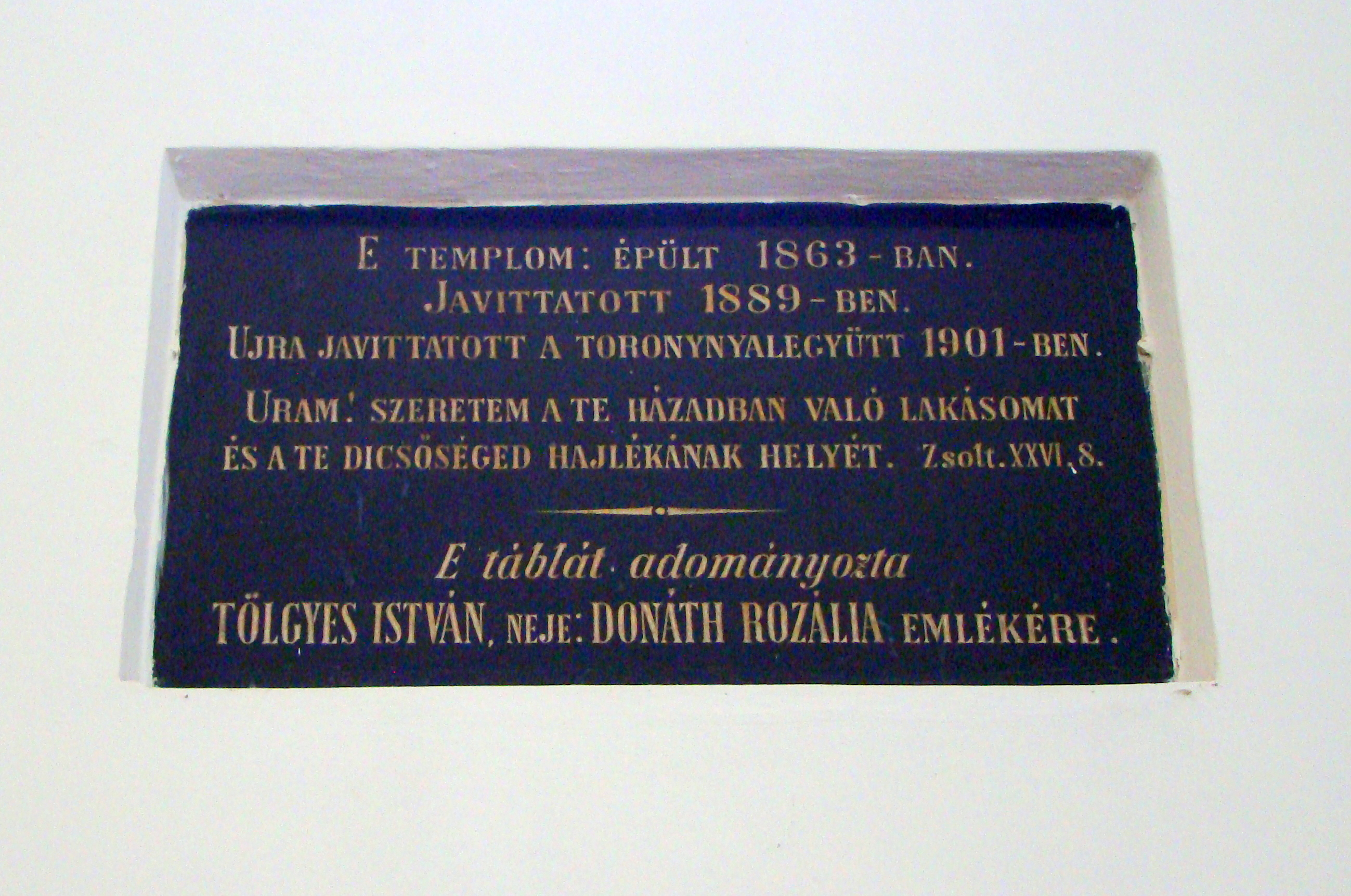
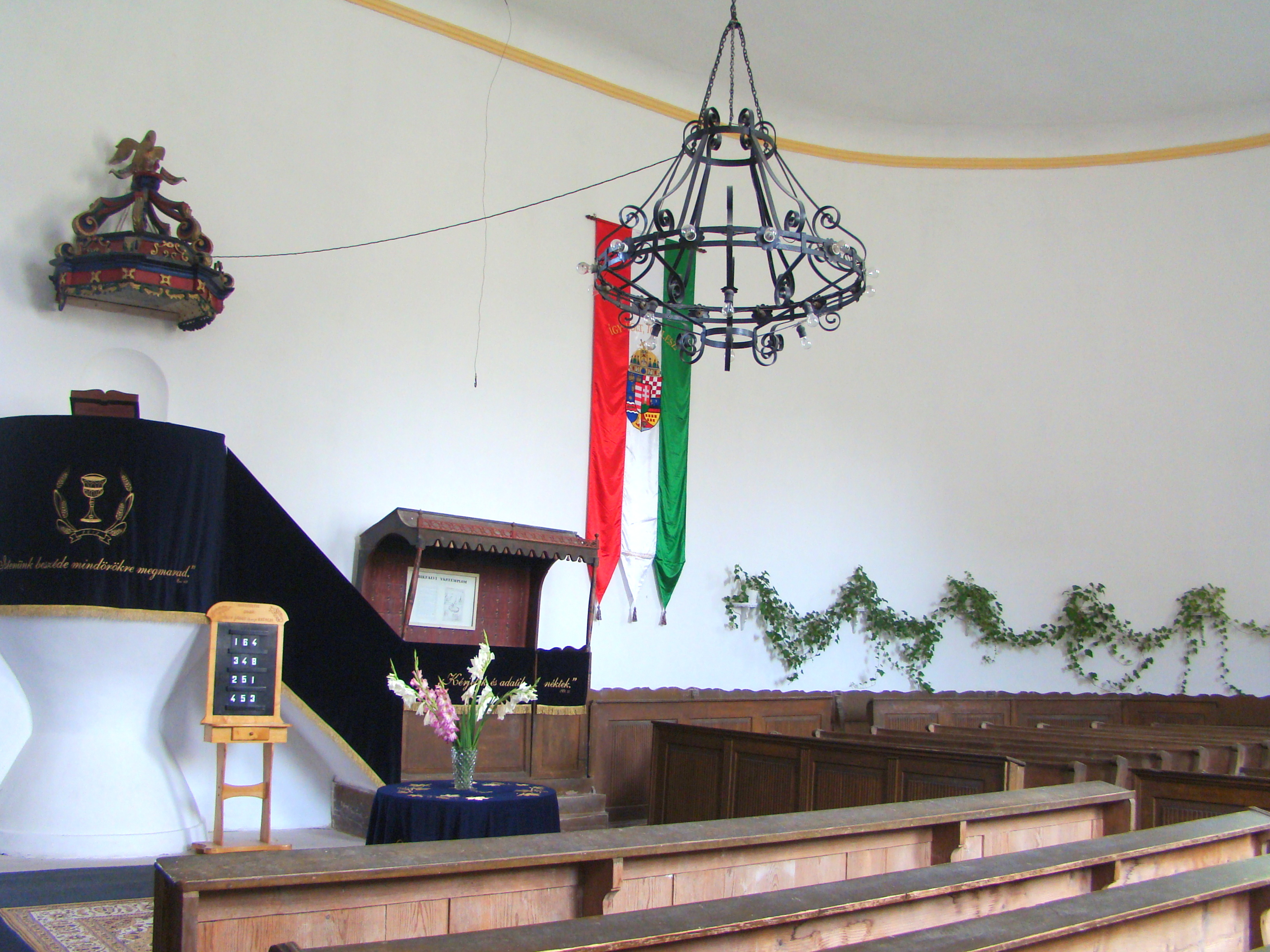
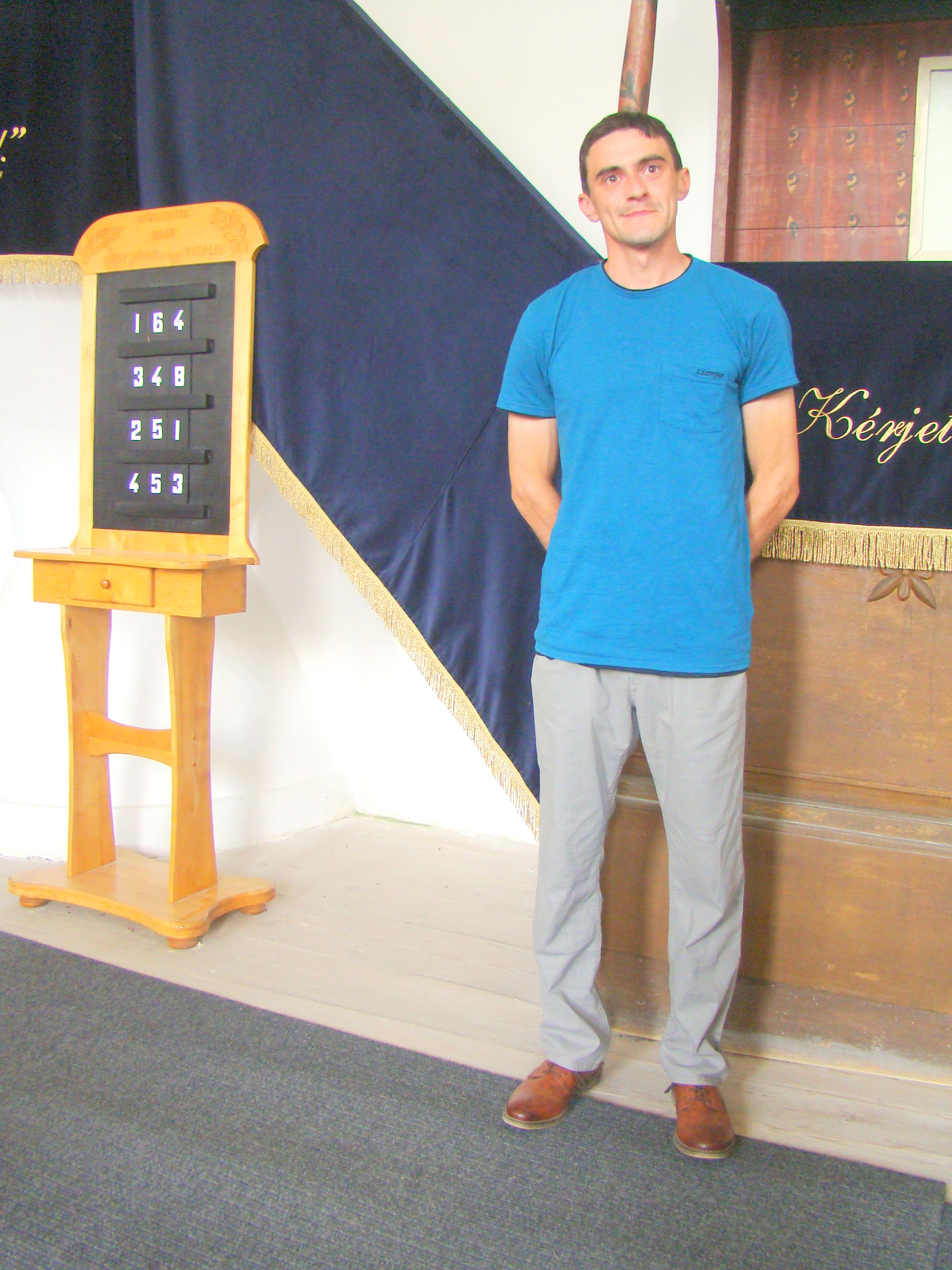
Pastorul reformat din satul Bicfalău: Barti Ferenc Róbert
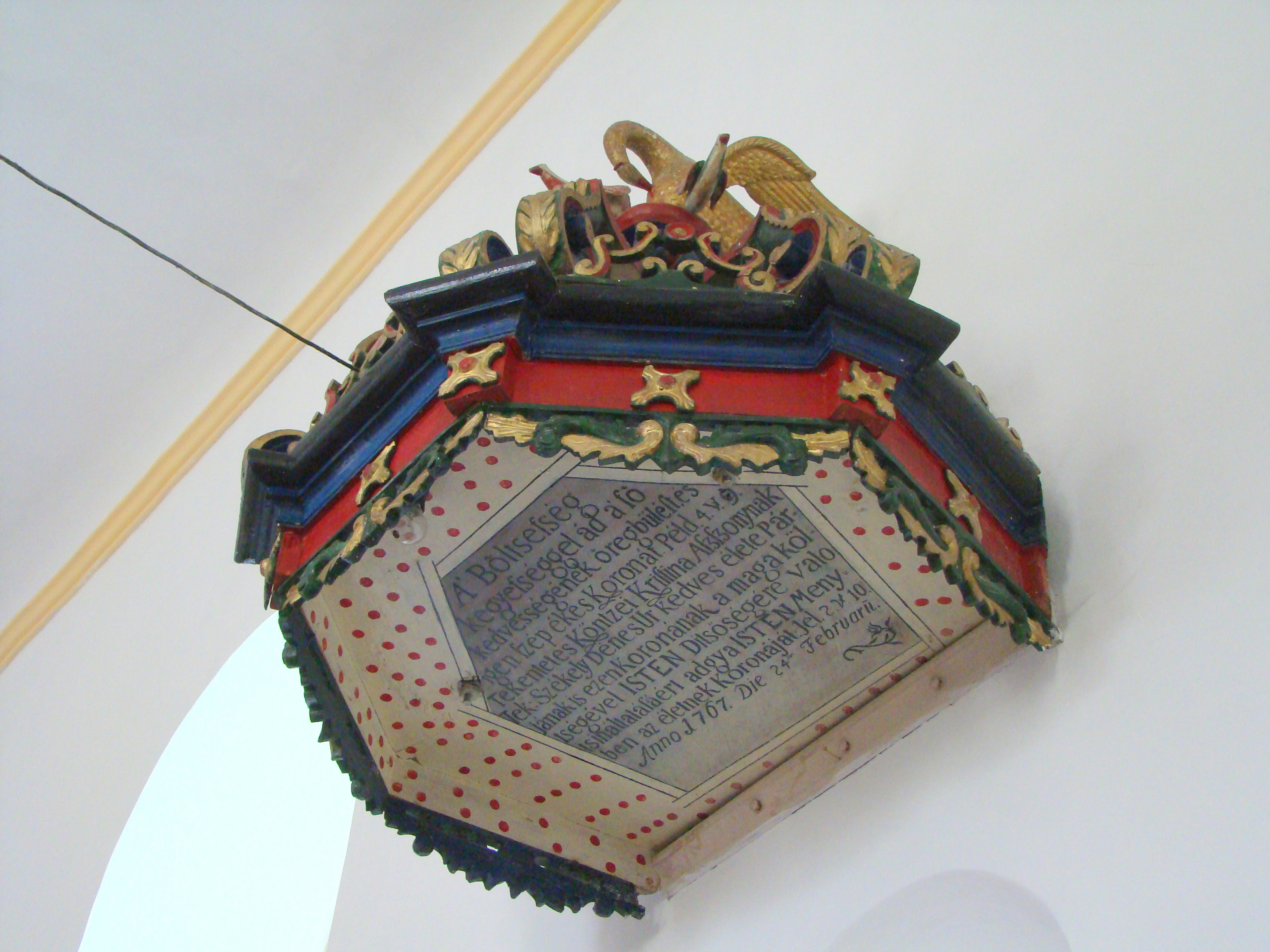
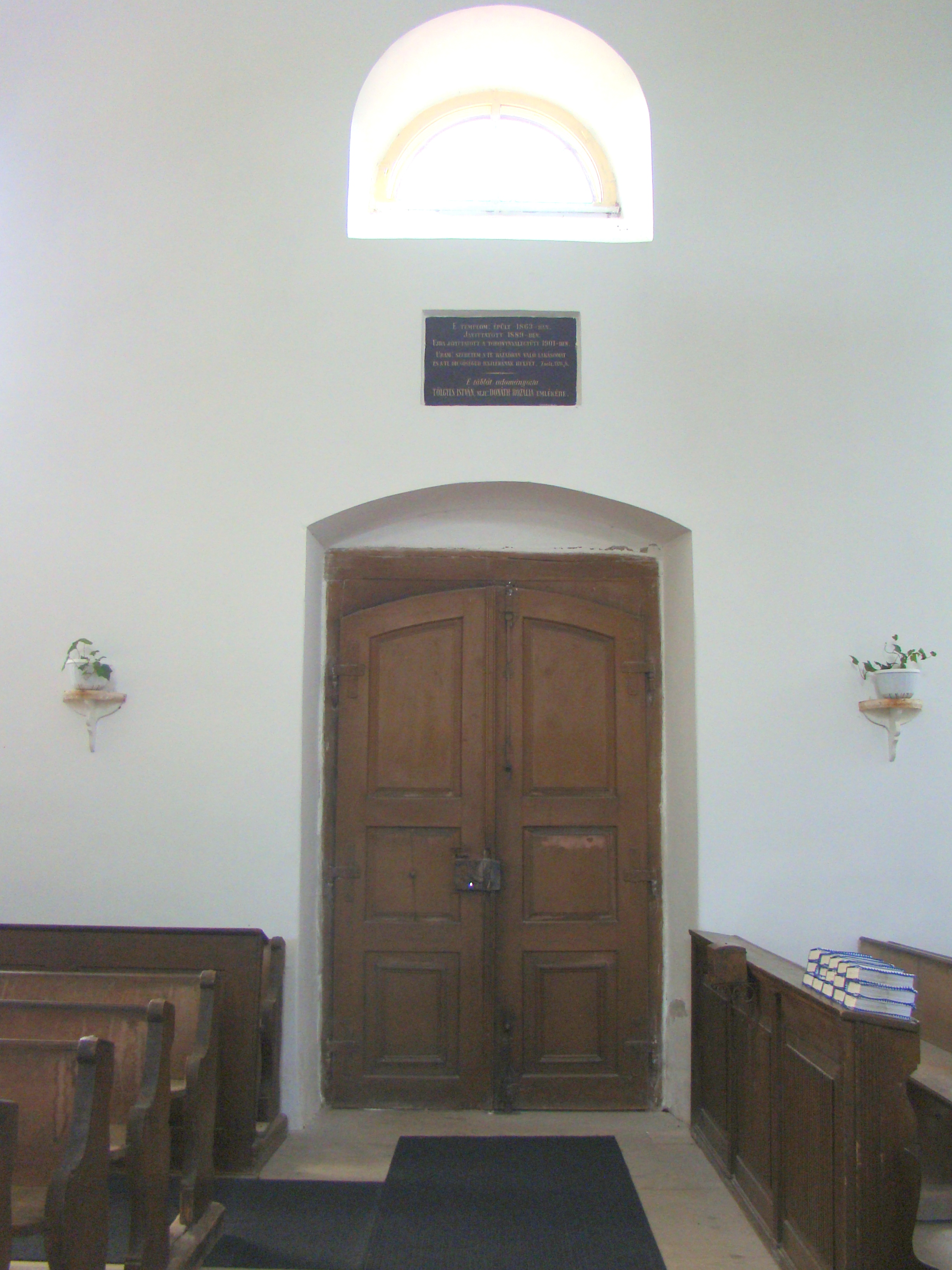